# Belley
Pour les articles homonymes, voir Belley (homonymie).
Pour l’article ayant un titre homophone, voir Bellay.
Belley [bəlɛ]  est une commune française située dans le département de l'Ain, dont elle est une sous-préfecture, en région Auvergne-Rhône-Alpes. Ses habitants, au nombre de 9 207 en 2020, s'appellent les Belleysans.
Capitale historique de la province du Bugey (Pagus Bellicensis), Belley change à plusieurs reprises de royaume au cours des premiers siècles du Moyen Âge. À la fin du Xe siècle, la ville fait partie des territoires du Saint-Empire romain germanique. À partir du XIe siècle, elle est surtout sous la dépendance des comtes de Savoie. Les évêques jouent aussi un rôle politique en tant que seigneurs de Belley.

## Géographie

### Situation

#### Localisation
La commune de Belley se situe dans le Bugey, exactement dans le Bas-Bugey, en France, dans le département de l'Ain, en région Auvergne-Rhône-Alpes. La commune se situe au sein d'une vallée, la vallée du Rhône, bordée, entre autres, par le Grand Colombier.

#### Hydrographie
Le Furans marque la limite avec Andert-et-Condon. Le pont de Bognens, à l'écart du pont de la RD 41 en usage, le franchit ; il est cité en 1290.

### Climat
Pour des articles plus généraux, voir Climat d'Auvergne-Rhône-Alpes et Climat de l'Ain.
En 2010, le climat de la commune est de type climat des marges montargnardes, selon une étude du CNRS s'appuyant sur une série de données couvrant la période 1971-2000. En 2020, Météo-France publie une typologie des climats de la France métropolitaine dans laquelle la commune est exposée à un climat de montagne ou de marges de montagne et est dans la région climatique Alpes du nord, caractérisée par une pluviométrie annuelle de 1 200 à 1 500 mm, irrégulièrement répartie en été.
Pour la période 1971-2000, la température annuelle moyenne est de 11,3 °C, avec une amplitude thermique annuelle de 18,8 °C. Le cumul annuel moyen de précipitations est de 1 169 mm, avec 10,3 jours de précipitations en janvier et 7,5 jours en juillet. Pour la période 1991-2020, la température moyenne annuelle observée sur la station météorologique installée sur la commune est de 12,1 °C et le cumul annuel moyen de précipitations est de 1 099,8 mm,. Pour l'avenir, les paramètres climatiques de la commune estimés pour 2050 selon différents scénarios d'émission de gaz à effet de serre sont consultables sur un site dédié publié par Météo-France en novembre 2022.
| Mois                                  | jan.           | fév.           | mars          | avril         | mai           | juin          | jui.          | août          | sep.          | oct.          | nov.          | déc.           | année      |
| ------------------------------------- | -------------- | -------------- | ------------- | ------------- | ------------- | ------------- | ------------- | ------------- | ------------- | ------------- | ------------- | -------------- | ---------- |
| Température minimale moyenne (°C)     | −0,3           | 0,1            | 3,2           | 6,6           | 9,9           | 13,8          | 15,2          | 14,7          | 11,6          | 8,3           | 3,8           | 0,3            | 7,3        |
| Température moyenne (°C)              | 2,7            | 4,1            | 8,2           | 12,3          | 15,5          | 19,9          | 21,6          | 21            | 17,3          | 12,8          | 7,1           | 3,2            | 12,1       |
| Température maximale moyenne (°C)     | 5,7            | 8              | 13,1          | 17,9          | 21            | 25,9          | 28,1          | 27,2          | 22,9          | 17,3          | 10,5          | 6,2            | 17         |
| Record de froid (°C) date du record   | −11,3 13.01.03 | −13,4 06.02.12 | −11 01.03.05  | −2,3 08.04.21 | 0,9 06.05.19  | 4 01.06.06    | 7,7 09.07.05  | 7,6 24.08.08  | 2,6 27.09.10  | −2,2 26.10.03 | −6,6 28.11.13 | −12,5 20.12.09 | −13,4 2012 |
| Record de chaleur (°C) date du record | 17 11.01.08    | 21 24.02.21    | 24,5 31.03.21 | 29,2 21.04.18 | 32,6 25.05.09 | 37,3 22.06.03 | 38,6 24.07.19 | 40,2 24.08.23 | 33,3 10.09.23 | 27,4 02.10.23 | 22,6 08.11.15 | 17,2 19.12.19  | 40,2 2023  |
| Précipitations (mm)                   | 103,6          | 76,5           | 89,6          | 76            | 100,7         | 86,5          | 79,4          | 93,4          | 63,3          | 118,3         | 111,2         | 101,3          | 1 099,8    |

### Voies de communication et transports

#### Voies routières
La commune de Belley est traversée par la route départementale (RD) 1504, anciennement RN 504a puis RN 504 d'Ambérieu-en-Bugey à Chambéry, ainsi que par la départementale 992, anciennement RN 92 de Valence à Genève.
Tous les ménages belleysans ne possèdent pas une voiture. On sait que 19,8 % en sont dépourvus alors que 55 % en possèdent une et 25,2 % des ménages ont en leur possession deux voitures ou plus.

#### Pistes cyclables
La commune de Belley est traversée par une piste appelée la Via Rhôna. Il s’agit d’une piste cyclable dont le trajet permet de relier le Léman à la mer Méditerranée. Plus concrètement, la piste longe la plupart du temps le cours du Rhône. Un tel parcours permet également de bénéficier d’une faible déclivité, rendant ainsi la piste plus abordable encore pour le grand public.

#### Transport ferroviaire

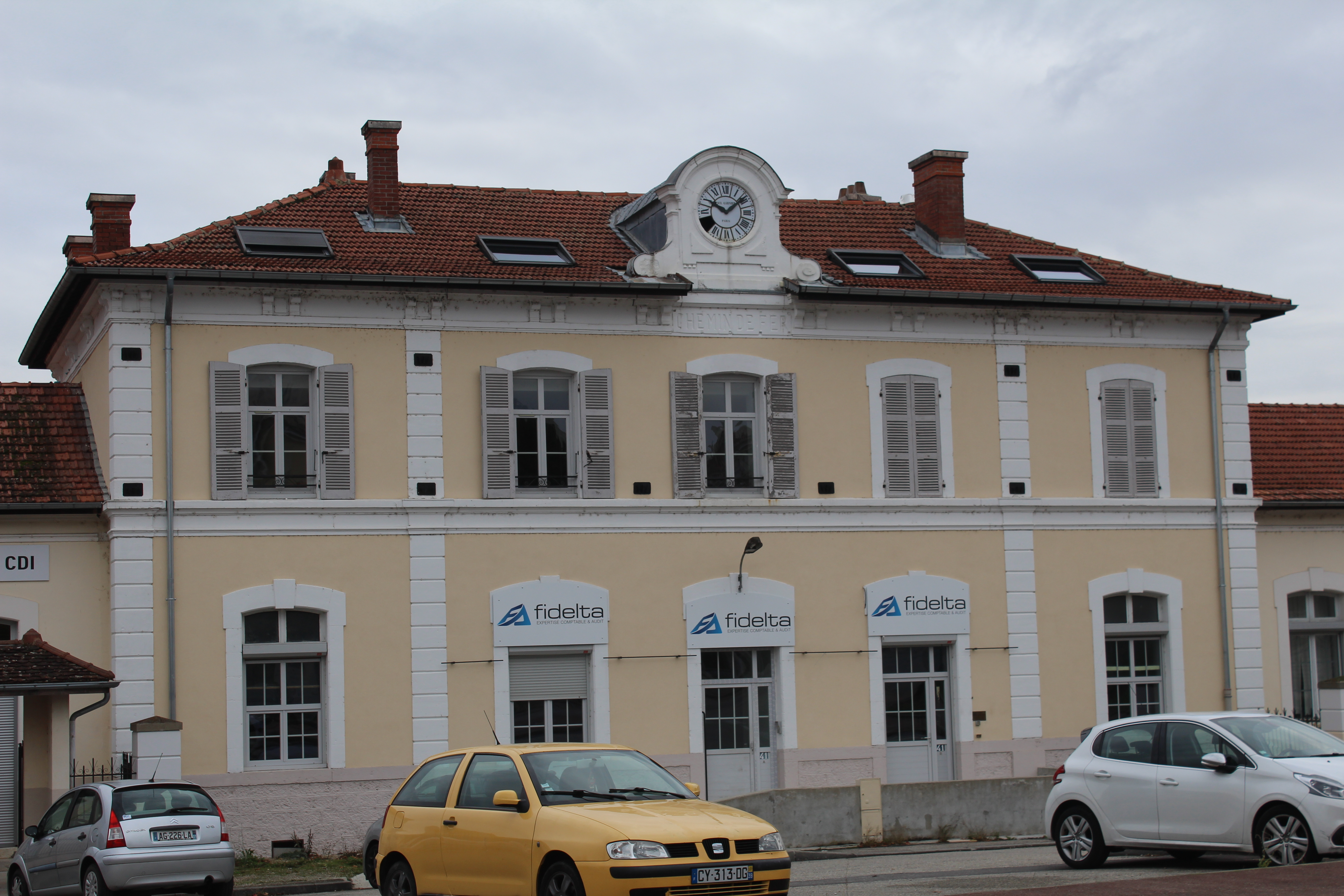
L'ancienne gare de Belley.

Belley est traversée par la ligne SNCF de Pressins à Virieu-le-Grand depuis 1880. Si le trafic voyageurs est suspendu en 1940, le trafic marchandise continue jusqu'en 2009 grâce aux silos agricoles Ceregrain de Peyrieu. Bien qu'une grande campagne de travaux ait lieu jusqu'en 2014 et que le trafic ait repris trois ans durant, la ligne révèle malgré tout un état d'usure et de fatigue jugé dangereux par la SNCF et Réseau ferré de France. Faute d'accords financiers, elle est laissée en l'état et progressivement abandonnée,,.
Aujourd’hui, Belley est officiellement desservie par la gare de Virieu-le-Grand - Belley à laquelle elle est reliée par un service d’autobus, ainsi que par la gare de Culoz.

#### Transports aériens
La commune de Belley partage avec la commune de Peyrieu un aérodrome. Celui-ci fut baptisé Aérodrome de Belley-Peyrieu. Le code OACI de cet aérodrome est LFKY. Cette structure se situe à environ 224 mètres d’altitude et possède une seule piste à usage restreint.

## Urbanisme

### Typologie
Au 1er janvier 2024, Belley est catégorisée petite ville, selon la nouvelle grille communale de densité à 7 niveaux définie par l'Insee en 2022.
Elle appartient à l'unité urbaine de Belley, une agglomération intra-départementale dont elle est ville-centre,. Par ailleurs la commune fait partie de l'aire d'attraction de Belley, dont elle est la commune-centre,. Cette aire, qui regroupe 31 communes, est catégorisée dans les aires de moins de 50 000 habitants,.

### Occupation des sols
L'occupation des sols de la commune, telle qu'elle ressort de la base de données européenne d’occupation biophysique des sols Corine Land Cover (CLC), est marquée par l'importance des territoires agricoles (56,1 % en 2018), néanmoins en diminution par rapport à 1990 (61,1 %). La répartition détaillée en 2018 est la suivante : zones agricoles hétérogènes (41,2 %), forêts (16 %), terres arables (14,8 %), zones urbanisées (13,6 %), zones industrielles ou commerciales et réseaux de communication (10,5 %), eaux continentales (1,9 %), milieux à végétation arbustive et/ou herbacée (1,2 %), zones humides intérieures (0,7 %).
L'évolution de l’occupation des sols de la commune et de ses infrastructures peut être observée sur les différentes représentations cartographiques du territoire : la carte de Cassini (XVIIIe siècle), la carte d'état-major (1820-1866) et les cartes ou photos aériennes de l'IGN pour la période actuelle (1950 à aujourd'hui).

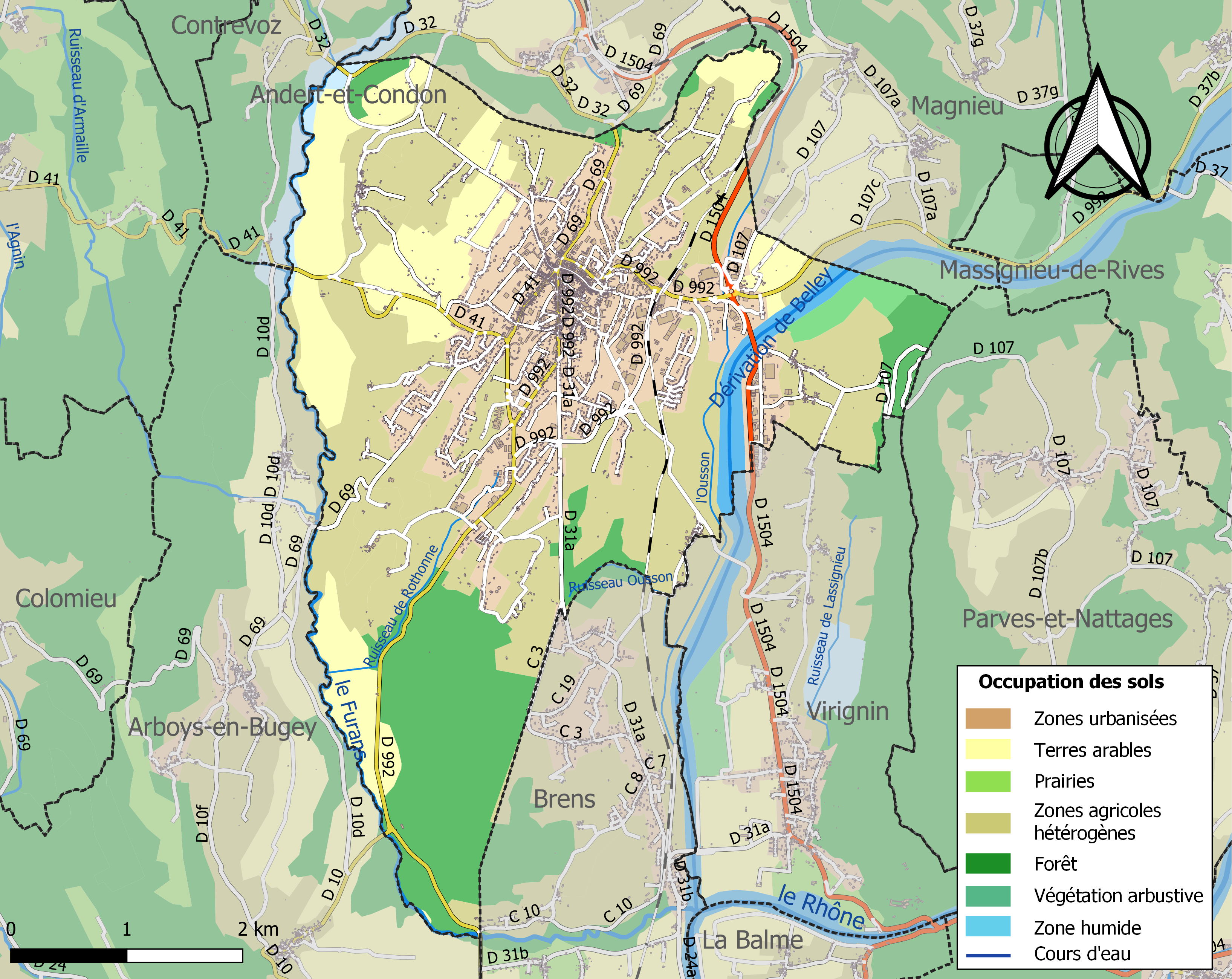
Carte des infrastructures et de l'occupation des sols de la commune en 2018 (CLC).

#### Morphologie urbaine
D’une manière globale, il existe l’aire urbaine de Belley. Elle est une aire urbaine française. D’après la définition qu’en donne l’INSEE, l’aire urbaine de Belley est composée de 24 communes, autour de Belley, dans l’Ain. Ses 15 163 habitants font d’elle la 307e aire urbaine de France. Elle ne contient que des pôles urbains : Belley et Brens. L’aire urbaine de Belley est rattachée à l’espace urbain de Rhône et Alpes.
Au niveau de la commune elle-même, Belley est composée d’un bourg principal et de plusieurs hameaux.

#### Logement
Le nombre total de logements dans la commune est de 3 715. Parmi ces logements, 86,3 % sont des résidences principales, 4,7 % sont des résidences secondaires et 9 % sont des logements vacants. Ces logements sont pour une part de 41,3 % des maisons individuelles, 56,5 % sont des appartements et enfin seulement 2,2 % sont des logements d’un autre type. Le nombre d’habitants propriétaires de leur logement est de 39,5 %. Ce qui est inférieur à la moyenne nationale qui se monte à près de 55,3 %. En conséquence, le nombre de locataires est de 53,2 % sur l'ensemble des logements sont qui inversement est supérieur à la moyenne nationale qui est de 39,8 %. On peut noter également que 7,3 % des habitants de la commune sont des personnes logées gratuitement alors qu'au niveau de l'ensemble de la France le pourcentage n'est que de 4,9 %. Toujours sur l'ensemble des logements de la commune, 4,3 % sont des studios, 13,6 % sont des logements de deux pièces, 23,6 % en ont trois, 29,6 % des logements disposent de quatre pièces, et 28,9 % des logements ont cinq pièces ou plus.

## Toponymie
La première mention date du IIe siècle avec la formeVicani Bellicenses ou « du village de Bellicus ». Les mentions suivantes se font sous les formes Ecclesia Belicensis ou Ecclesia Belicensis et Ecclesia Belesensis au VIe siècle, en 567; puis Ex civitate Belisio au siècle suivant. Au XIIIe siècle, on trouve les formes Apud Bellicium et Beleis.
On la trouve mentionnée aussi sous les formes : Ex parte Bellicensis castri, Belica, Belisma, Belisama, Bellica, pagus Bellicensis, comitatus Bellicensis, Belicensis, Beliacensis, comes Belicensium, civitas Bellicensis, apud Bellicium, Bellayum.
Le toponyme proviendrait du nom d'un domaine gallo-romain dérivant du cognomen Bellicus. Durant la Révolution française, Belley prend temporairement les noms de Belley-Regénéré et de Ville-Afranchie.
En arpitan, la commune s'écrit Bélê[réf. nécessaire].

## Histoire
Capitale historique de la province du Bugey (Pagus Belliceusis), Belley changea à plusieurs reprises de royaume au cours des premiers siècles du Moyen Âge.
La ville avait déjà quelque importance à l'époque gallo-romaine, ainsi que l'attestent les monnaies gauloises de la dernière période trouvées en 1867, les inscriptions qu'on y conserve et des ruines antiques déjà signalées plusieurs fois. Suivant M. l'abbé Greppo, ce n'était qu'un vicus, qui fut érigé plus tard en cité et en diocèse. Quelques historiens assurent, sur la foi de Christ. Urstitius, que le siège épiscopal y fut transféré de Nyon, vers 442. Ce fait n'est pas plus certain que l'époque à laquelle vivait Audax, qui en fut le premier évêque. Quoi qu'il en soit, il reste acquis que dès le milieu du VIe siècle le diocèse de Belley existait déjà, et que Vincent, son évêque, assista au concile réuni à Paris, en 555, par le roi Childebert.
À la fin du Xe siècle, la ville fait partie des territoires du Saint-Empire romain germanique. Aux IXe, Xe et XIe siècles, Belley était le chef-lieu d'un pagus et d'un comté qui s'étendaient, comme le diocèse, sur les deux rives du Rhône. On ne connaît, d'une manière positive, qu'un seul de ses anciens comtes, Amédée, vivant vers 1040, et qui se qualifie lui-même de cornes Bellicensium. Il fut très probablement le père de l'évêque Aymon. Les comtes de Savoie succédèrent très probablement aussi à ceux de Belley, vers le milieu du XIe siècle. Dès cette époque la seigneurie de la ville appartenait aux évêques, qui prirent dans la suite le titre de Princes du Saint-Empire. Leurs droits féodaux et leurs prérogatives furent étendus, en 1175, par l'empereur Frédéric Barberousse et confirmés, à la réserve seulement des droits de régale et de battre monnaie, par les rois François Ier, Henri II, Henri IV et Louis XIII. Anthelme de Chignin, évêque de Belley entre 1163 et 1178, choisi après sa mort comme saint patron de la ville, reconnu prince du Saint Empire romain par Frédéric Barberousse, s'oppose au comte Humbert III de Savoie.
Les comtes de Savoie leur concédèrent en outre, en divers temps, notamment en 1360, toute la justice sur les villages qui environnaient immédiatement la cité épiscopale. On ignore complètement quelles furent les dotations primitives de l'église cathédrale et de son chapitre. Une notice de l'an 1050 environ, mentionne, dans le diocèse de Lyon, l'église d'Huilieux (aujourd'hui Groslée), l'abbaye de Briord, la villa Romeriaci, l'église d’Izernore et ses dépendances, etc. Suivant la bulle d'Innocent II, elles consistaient dans les trois obédiences de Belley, de Valromey et de la Motte, et dans les revenus de quelques églises des diocèses de Grenoble, de Vienne, de Besançon, de Genève et de Lyon.
Parmi les plus anciens bienfaiteurs de l'église Saint-Jean-Baptiste, on connaît Amédée, comte de Belley, qui donna un mas appelé mansus Cavanerii ; l'évêque Aymon, qui céda les terres qu'avait détenues son père ; le sous-diacre Geraud, qui se donna lui-même, en 1068, avec tout ce qu'il possédait dans le territoire de Saint-Champ ; le comte Amédée de Savoie, qui remit, vers 1095, des droits sur le village de la Motte, et enfin, Guy de Rochefort, qui concéda, en 1159, des droits étendus à Virieu-le-Grand.
Il existe de cette époque reculée, un inventaire des ornements et de la bibliothèque de la cathédrale : « Breve de ornamento S. Johannis : Pallias XI, cappas XIII, dalmatica VI, textos III, duos candelabros argenteos, incensarios duos, corporales III, tunicas VI, fasterculos VI, stolas VIII, manipulos V, albas V, amictos V, precinctos duos, succintas duas, capsulas sex, confanones XIII, cruces de argenteo IVor, missales V, antiphonarios III, storias duas Aimoni I, Moralia Job I, Regulas duas, Imnarium, I, Omeliarum I, Dialogorum I, Legem I, unum Sermonem, Passioniarium Passioniarium Breviarium I, Epistolarium I, capsas argenteas III, de enodio VI, de ferro I, de ligno IX, altaria de argento V, urceolum I, conca I, vasculum stagneum I, crucifixum I, pectinos de evodio duos ».
En 1142, les chanoines étaient au nombre de 24. Ils furent placés sous la règle de saint Augustin, par bulle du pape Innocent II. Les dignitaires étaient alors hiérarchiquement : le prieur, l’archidiacre, l'infirmier, le chambrier, le doyen, le trésorier et le sacristain.
Par suite de la réforme de 1578, ils furent réduits à 19, présidés par un doyen. Les méreaux du chapitre représentent d'un côté, soit saint Jean-Baptiste, soit l'agneau accompagné de la légende : S. IOANNES BAPTISTA, et de l'autre, une main de bénédiction entourée de ces mots : ECCLESIA BELICENSIS.
L'église cathédrale était sous le vocable de saint Jean-Baptiste. L'évêque Ansemond en consacra le grand autel et huit petits autels voisins, le 5 avril 722. Reconstruite à la fin du XIIe siècle, fort endommagée pendant la tourmente Révolutionnaire, elle fut presque complètement démolie sous le règne de Louis-Philippe pour faire place à la cathédrale moderne.
Annexée une première fois entre 1536 et 1559, Belley est définitivement rattachée à la France sous le règne du roi Henri IV, par le traité de Lyon signé le 17 janvier 1601. Désormais, elle dépend de l'intendance de Bourgogne et devient le siège d'un bailliage royal.
L'église paroissiale, sous le vocable de saint Laurent, avait été édifiée aux frais des habitants dans la première moitié du XVIIe siècle. Du temps de Guichenon « on disait » qu'il y avait eu jadis deux autres églises, l'une dédiée à saint Vincent, l'autre à sainte Catherine. On comptait à Belley, avant 1791, cinq monastères :
- celui de Saint-François, dont la fondation par Louis de Savoie fut autorisée par bulle du pape Félix V, datée de Genève le 1er décembre 1450[sic] ; l'église en fut consacrée le 31 juillet 1463, par Barthélemy Chuet, évêque de Nice ;
- celui des Capucins, fondé en 1620 ;
- celui de la Visitation Sainte-Marie, établi en 1622 ;
- celui des Ursulines, qui date de 1629 ;
- celui des religieuses de Bons, qui y furent transférées par ordre du cardinal de Richelieu.

Quant à l’hôpital, sa plus ancienne mention est dans le testament de Louis de Savoie, baron de Vaud, qui lui légua dix gros sous tournois en 1340.
Le 25 août 1385, la ville fut presque entièrement détruite par un incendie, dont l'inscription suivante a perpétué le souvenir : « L'an MCCCLXXXV, et le XXV du Mey d'Ou Tanto apre la san Bartholomeou Dorman pidia, veillan enequita, De Belley fu arsa la cita ».
Après la reconstruction de la ville, Amédée VII, premier duc de Savoie, la fit entourer de murailles et de tours dont il subsiste encore quelques ruines.
Avant la Révolution, Belley était le siège d'une élection et d'un bailliage, avec lieutenant civil et criminel, avocat et procureur du roi. Les justices particulières du Bugey, à l'exception de celles du marquisat de Saint-Rambert et de Saint-Sorlin et de celui de Valromey, y ressortissaient en cas d'appel.
La Révolution française bouleverse la ville, les biens de l'Église sont confisqués et les clochers de la cathédrale sont démolis. Le tribunal civil remplace la bailliage. Belley devient chef-lieu de district en 1790 puis sous-préfecture en 1800, et en 1823, elle redevient siège épiscopal.
En 1874, la ville prend un nouveau visage avec l'installation d'une garnison, le 133e régiment d'infanterie de ligne. La fonction militaire reste importante jusqu'en 1948, année après laquelle subsiste quand même un escadron de gendarmerie mobile.
L'industrie, quant à elle, ne devient vraiment marquante qu'au cours de la seconde moitié du XXe siècle. « Le Tanneur » (travail du cuir), « Pingon » (constructions de grues) et « Cefilac », employaient des centaines de personnes pendant les années 1960. Après la crise des années 1970, qui connût la fermeture ou la diminution considérable des emplois dans ces entreprises, un tissu industriel plus diversifié s'est peu à peu mis en place. Par ailleurs, durant le cinquante dernières années du XXe siècle, la ville a beaucoup développé ses infrastructures scolaires et hospitalières dans lesquelles travaillent de nombreux Belleysans.

## Politique et administration
Belley est chef-lieu de l'arrondissement de Belley, qui regroupe 9 cantons, 107 communes et 79 656 habitants.
Le budget primitif 2007 de la ville de Belley prévoit un investissement de 6 523 200 € et pour le fonctionnement 10 091 200 €. S'agissant du budget annexe, portant notamment sur la gestion des eaux et de l'assainissement, l'investissement est estimé à environ 2 235 700 € et le fonctionnement à 1 140 100 €. Le budget annexe, portant en partie sur l'espace animation, l'investissement sera de 291 000 € et le fonctionnement de 1 113 000 €.

### Tendances politiques et résultats
Depuis 1977, avec la victoire de Charles Millon aux municipales, sous étiquette de l'UDF, la commune est jusqu'en 2008 considérée comme une commune très droitière, à tendance catholique et conservatrice. En 1998, alors que Charles Millon est en campagne pour la présidence de la Région Rhône-Alpes, il est le premier homme politique français à conclure un pacte avec les élus du Front National et est élu grâce aux 35 voix frontistes. En mars 2001, Belley connaîtra un nouveau maire, Jean-Claude Travers. Celui-ci est élu en tant que candidat membre de l'UMP. La commune reste à droite même si elle se recentre alors un peu, politiquement.
En 2008, Belley vote aux élections municipales pour la liste divers gauche menée par Jean-Marc Fognini, ce qui a constitué la première alternance politique dans la « capitale du Bugey » depuis la Libération. La liste sortante est néanmoins battue de quelques dizaines de voix à peine aux élections municipales de 2014 par celle de Christian Jimenez (divers droite avec une ouverture à des figures locales associées à l'extrême droite), avec une participation au scrutin légèrement supérieure à la moyenne nationale. Le nouveau maire décèdera l'année suivante, en 2015. C'est alors son adjoint, Pierre Berthet, élu depuis de nombreuses années, plutôt de centre droit, qui prendra sa succession jusqu'aux élections suivantes de 2020.
En 2020, le second tour des élections municipales, opposera Dimitri Lahuerta (1er adjoint du maire sortant, ayant présenté une liste contre lui, provoquant de vives tensions au sein de la majorité municipale en place) et Jean-Marc Fognini, ancien maire de 2008 à 2014. Dimitri Lahuerta (LR) remportera le scrutin face à l'alliance formée au second tour par l'équipe Réunir pour Belley de Jean-Marc Fognini et celle de Belley Alternative, menée par son ancien premier adjoint, Philippe Rodriguez. La liste "citoyenne, écologiste et solidaire" du binôme de centre gauche est alors battu par la liste "Agir pour Belley et Bugey Sud" menée par le LR, Dimitri Lahuerta. A noter que durant cette élection particulière sur fond de crise sanitaire et de confinement, le second tour s'est tenu plus de 3 mois après le premier, créant les conditions d'un scrutin partiellement influencé par les craintes sanitaires et sécuritaires.
Il est utile de noter qu'un maire de gauche avait précédemment gouverné la ville à la Libération. Il s'agit de Jean Albertini, résistant, nommé maire par le gouvernement provisoire de la République française présidé par Charles de Gaulle. Etonnamment, son nom ne figurait pas sur le tableau des maires présent dans la salle du Conseil Municipal, jusqu'en 2008. Cet oubli a été réparé par la majorité municipale de l'équipe Fognini en 2008. En 2015, la majorité de droite renommera également la rue portant le nom de Jean Albertini en rue Pablo Picasso, en avançant des raisons administratives.

### Administration municipale
Le conseil municipal de la commune est composé de 29 conseillers municipaux. L'exécutif est constitué du maire, Christian Jimenez (décédé en 2015), et de huit adjoints ayant chacun une charge définie. Le 1er adjoint est chargé de l'administration générale, sécurité, gestion du personnel municipal. On trouve ensuite un adjoint chargé du développement durable, finances, programmation, un autre de la vie économique, commerce, artisanat, industrie, services, tourisme. Il y a un adjoint chargé de l'urbanisme, travaux, transports, un chargée du social, handicap, logement, vie des quartiers, également adjoint chargé des affaires scolaires, jeunesse. Il y a aussi un chargé des sports, loisirs, et enfin un adjoint chargé de la culture, animation, patrimoine et communication. La municipalité a également mis en place le Conseil municipal Jeunes. Celui-ci est composé de douze lycéens issus de plusieurs lycées que sont le lycée Lamartine et le lycée du Bugey.
Partie à modifier à la suite des élections municipales 2014.

### Liste des maires
| Période   | Période  | Identité                      | Étiquette | Qualité |
| --------- | -------- | ----------------------------- | --------- | --- |
| 1790      | 1790     | Antide Rubat                  |           | |
| 1790      | 1791     | Anthelme Nivière              |           | |
| 1790      | 1791     | Claude Peysson                |           | |
| 1791      | 1793     | Jean-Marie Jordan             |           | |
| 1793      | 1793     | Jean Anthelme Brillat-Savarin |           | |
| 1793      | 1794     | François Barquet              |           | |
| 1794      | 1794     | Marin Jacquier                |           | |
| 1794      | 1795     | Mechior Monier                |           | |
| 1794      | 1804     | Claude-Anthelme Charcot       |           | |
| 1804      | 1813     | Anthelme Nivière              |           | |
| 1813      |          | Laurent Nivière               |           | |
|           |          | Jean Luc Anthelme Mollet      |           | |
|           | 1816     | Laurent Nivière               |           | |
| 1816      | 1830     | Jullien de Villeneuve         |           | |
| 1835      |          | Marin Sibuet                  |           | |
| 1847      | 1848     | Aristide Tendret              |           | |
| 1848      | 1848     | Anthelme Roselli-Mollet       |           | |
| 1848      | 1863     | Benoît-Anthelme Borot         |           | |
| 1863      | 1870     | Eugène Gouvet                 |           | |
| 1870      | 1870     | Marin Nivière                 |           | |
| 1870      | 1894     | Charles Mante                 |           | |
| 1894      | 1912     | Anthelme-Napoléon Bégérard    |           | |
| 1912      | 1916     | Paul Tendret                  |           | |
| 1917      | 1919     | Pierre Giroux                 |           | |
| 1919      | 1925     | Marc Perret                   |           | |
| 1925      | 1943     | André Dallemagne              |           | baron |
| 1944      | 1947     | Jean Albertini                | SFIO      | Avocat Conseiller général du canton de Belley (1945-1947) |
| 1947      | 1971     | Paul Chastel                  |           | |
| 1971      | 1977     | Charles Vulliod               | DVG       | |
| 1977      | 2001     | Charles Millon                | UDF       | Avocat Conseiller général du canton de Belley (1985-1988) Ministre de la Défense (1995-1997) Président du conseil régional (1995-1999) Député (1978-1995, 1997-2001) |
| 2001      | 2008     | Jean-Claude Travers           | UMP       | Médecin Conseiller général du canton de Belley (2004-2011) |
| 2008      | 2014     | Jean-Marc Fognini             | DVG       | Ancien directeur de l'office de tourisme d'Aix-les-Bains Conseiller général du canton de Belley et Président d'Aintourisme (2011-2015)                               |
| 2014      | 2015     | Christian Jimenez             | DVD       | Mort en cours de mandat en 2015 |
| 2015      | 2020     | Pierre Berthet                | DVD       | |
| juin 2020 | En cours | Dimitri Lahuerta              | DVD       | |

### Instances judiciaires et administratives

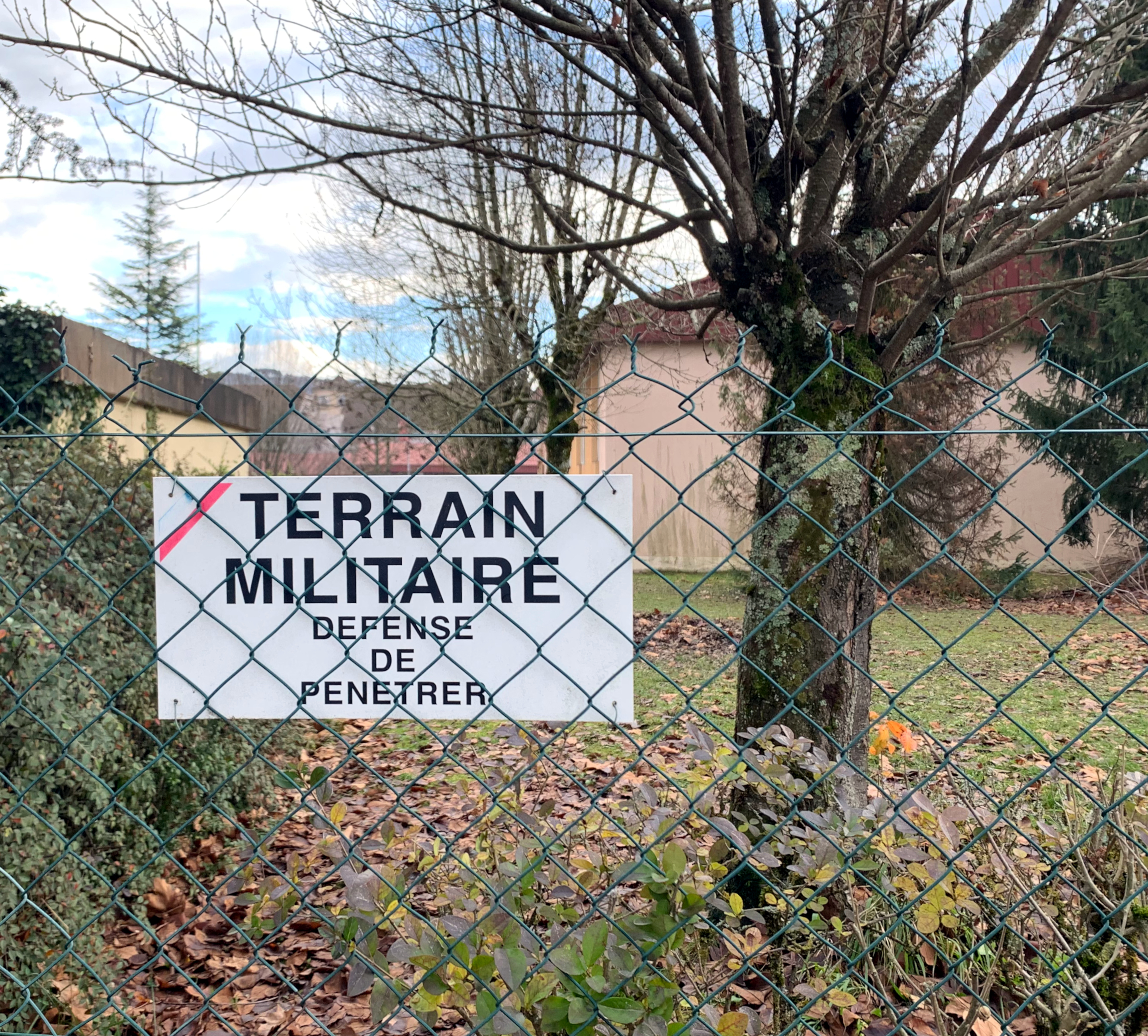

Belley est une sous-préfecture de l'Ain. La commune dispose d'une antenne de la Chambre de commerce et d'industrie de l'Ain. Elle bénéficie également de la présence d'un escadron de gendarmerie mobile, le EGM 26/5, qui fait partie du Groupement II/5 de Gendarmerie mobile de Chambéry. La commune possède un bureau de poste.

### Jumelages

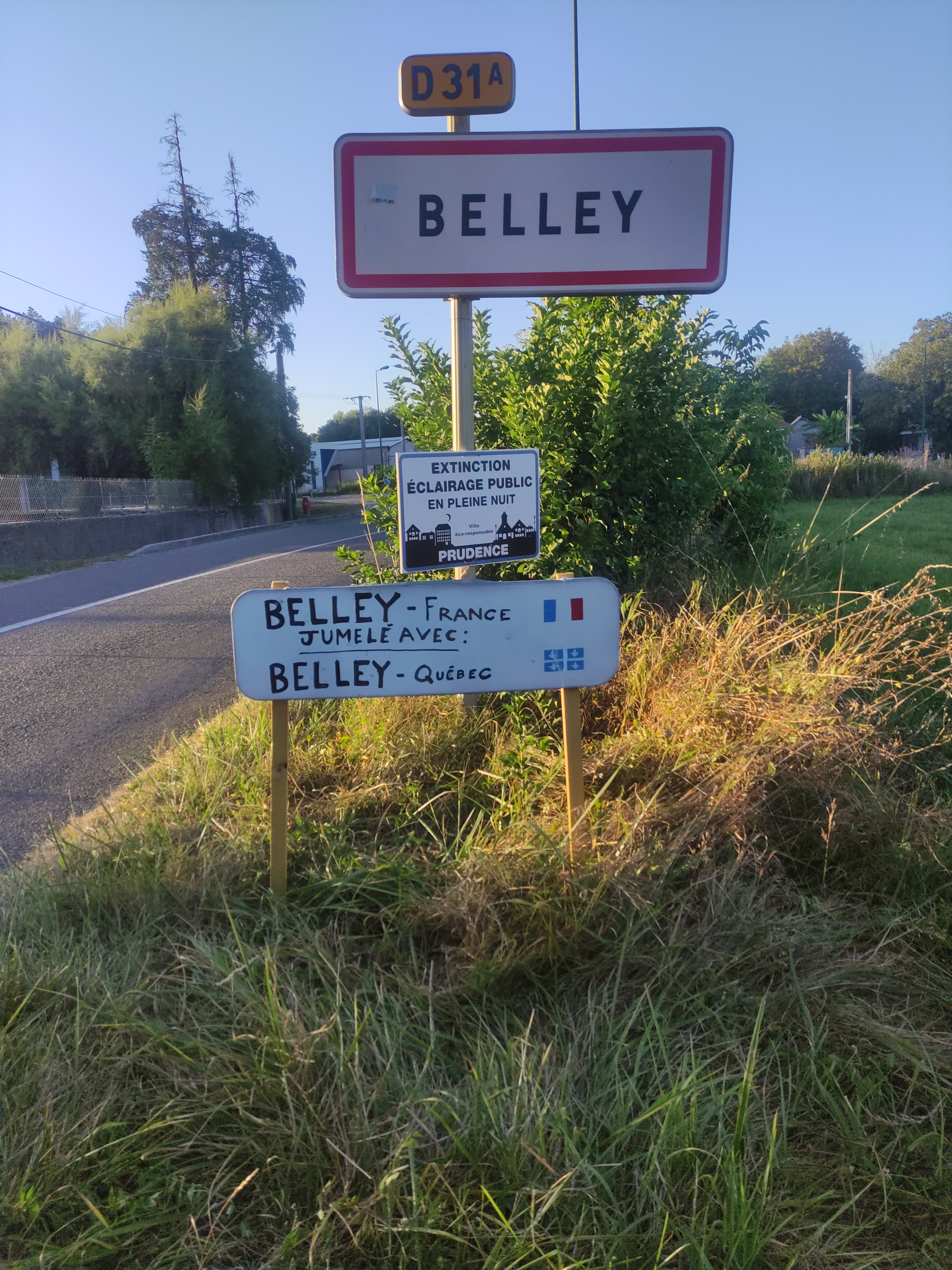
Le panneau artisanal semblant indiquer un jumelage de Belley en France avec Belley au Québec.

La ville de Belley n'a pour l'instant pas de projet de jumelage. Cependant, un panneau artisanal installé à une des entrées de la ville semble indiquer le contraire depuis l'été 2024. Ce panneau indique "Belley [drapeau français] jumelé avec Belley [drapeau québécois]". Il existe en effet un hameau appelée Belley au Québec, dans la ville de Saint-Urbain, mais les deux villes ne sont pas encore jumelées.

## Population et société

### Démographie
L'évolution du nombre d'habitants est connue à travers les recensements de la population effectués dans la commune depuis 1793. Pour les communes de moins de 10 000 habitants, une enquête de recensement portant sur toute la population est réalisée tous les cinq ans, les populations de référence des années intermédiaires étant quant à elles estimées par interpolation ou extrapolation. Pour la commune, le premier recensement exhaustif entrant dans le cadre du nouveau dispositif a été réalisé en 2006.
En 2022, la commune comptait 9 270 habitants, en évolution de +1,5 % par rapport à 2016 (Ain : +5,15 %, France hors Mayotte : +2,11 %).
| 1793  | 1800  | 1806  | 1821  | 1831  | 1836  | 1841  | 1846  | 1851  |
| ----- | ----- | ----- | ----- | ----- | ----- | ----- | ----- | ----- |
| 4 197 | 3 727 | 3 775 | 4 166 | 4 286 | 3 970 | 3 821 | 4 474 | 4 867 |

| 1856  | 1861  | 1866  | 1872  | 1876  | 1881  | 1886  | 1891  | 1896  |
| ----- | ----- | ----- | ----- | ----- | ----- | ----- | ----- | ----- |
| 4 879 | 4 792 | 4 624 | 4 684 | 4 970 | 5 622 | 6 160 | 6 295 | 6 070 |

| 1901  | 1906  | 1911  | 1921  | 1926  | 1931  | 1936  | 1946  | 1954  |
| ----- | ----- | ----- | ----- | ----- | ----- | ----- | ----- | ----- |
| 6 467 | 5 707 | 6 182 | 6 536 | 4 739 | 5 126 | 5 815 | 5 308 | 5 470 |

| 1962  | 1968  | 1975  | 1982  | 1990  | 1999  | 2006  | 2011  | 2016  |
| ----- | ----- | ----- | ----- | ----- | ----- | ----- | ----- | ----- |
| 5 958 | 7 049 | 7 583 | 7 981 | 7 807 | 8 004 | 8 466 | 8 761 | 9 133 |

| 2021  | 2022  | - | - | - | - | - | - | - |
| ----- | ----- | - | - | - | - | - | - | - |
| 9 239 | 9 270 | - | - | - | - | - | - | - |

### Enseignement
Belley possède de nombreux établissements éducatifs que sont :
- l'ensemble scolaire Lamartine ;
- le lycée du Bugey ;
- le lycée professionnel du Bugey ;
- l'école Saint-Anne (maternelle et primaire) ;
- l'école Jean-Ferrat (primaire) ;
- l'école des Charmilles (primaire) ;
- l'école de la Rodette (maternelle) ;
- l'école des Cordeliers (maternelle) ;
- l'Institut-médico-éducatif l'Armaillou (ADAPEI DE L'AIN) ;
- le Service d'Éducation Spécialisée et de Soins à Domicile l'Interlude (ADAPEI DE L'AIN) ;
- le collège Sabine-Zlatin.

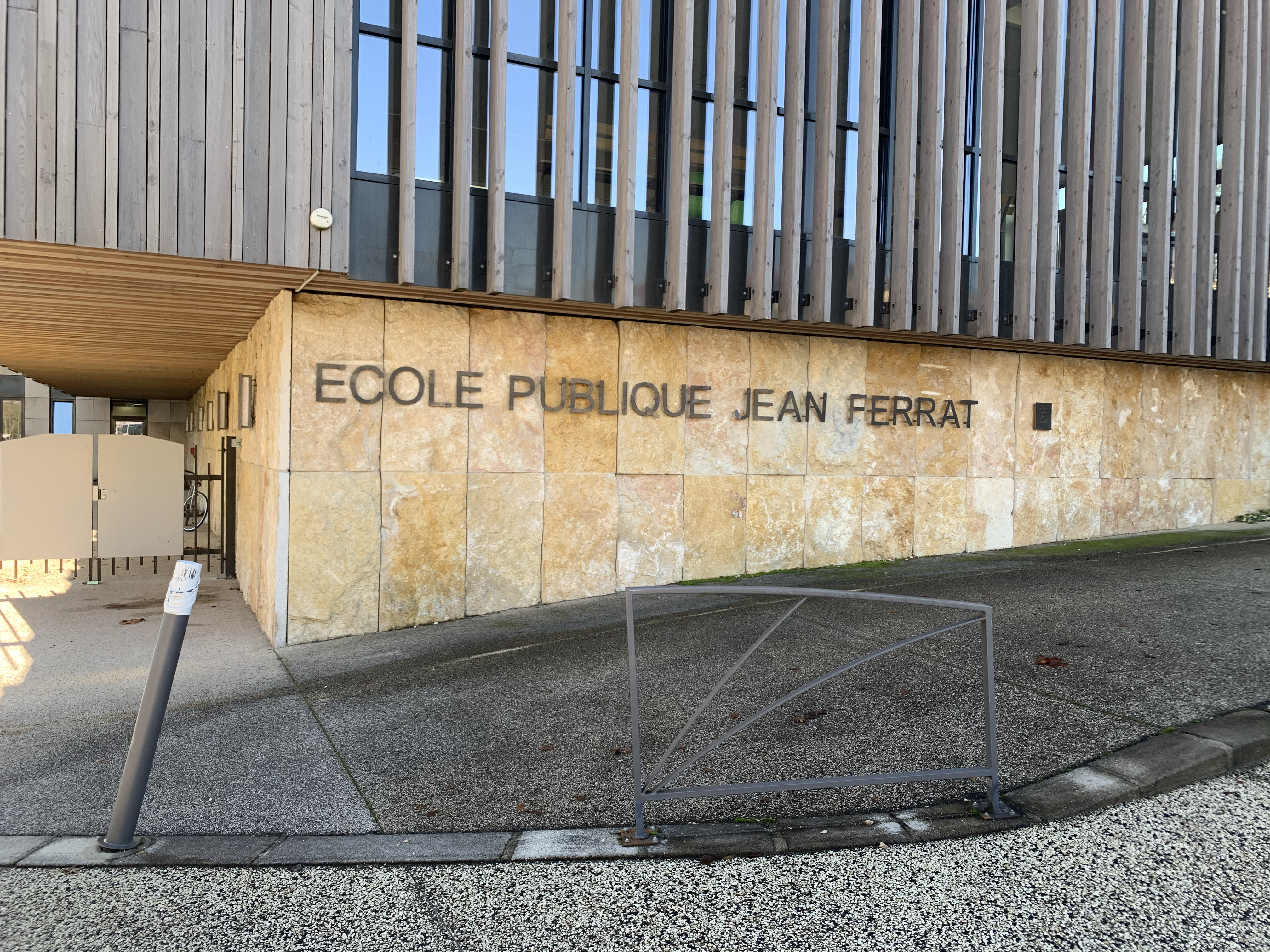
L'école Jean-Ferrat.
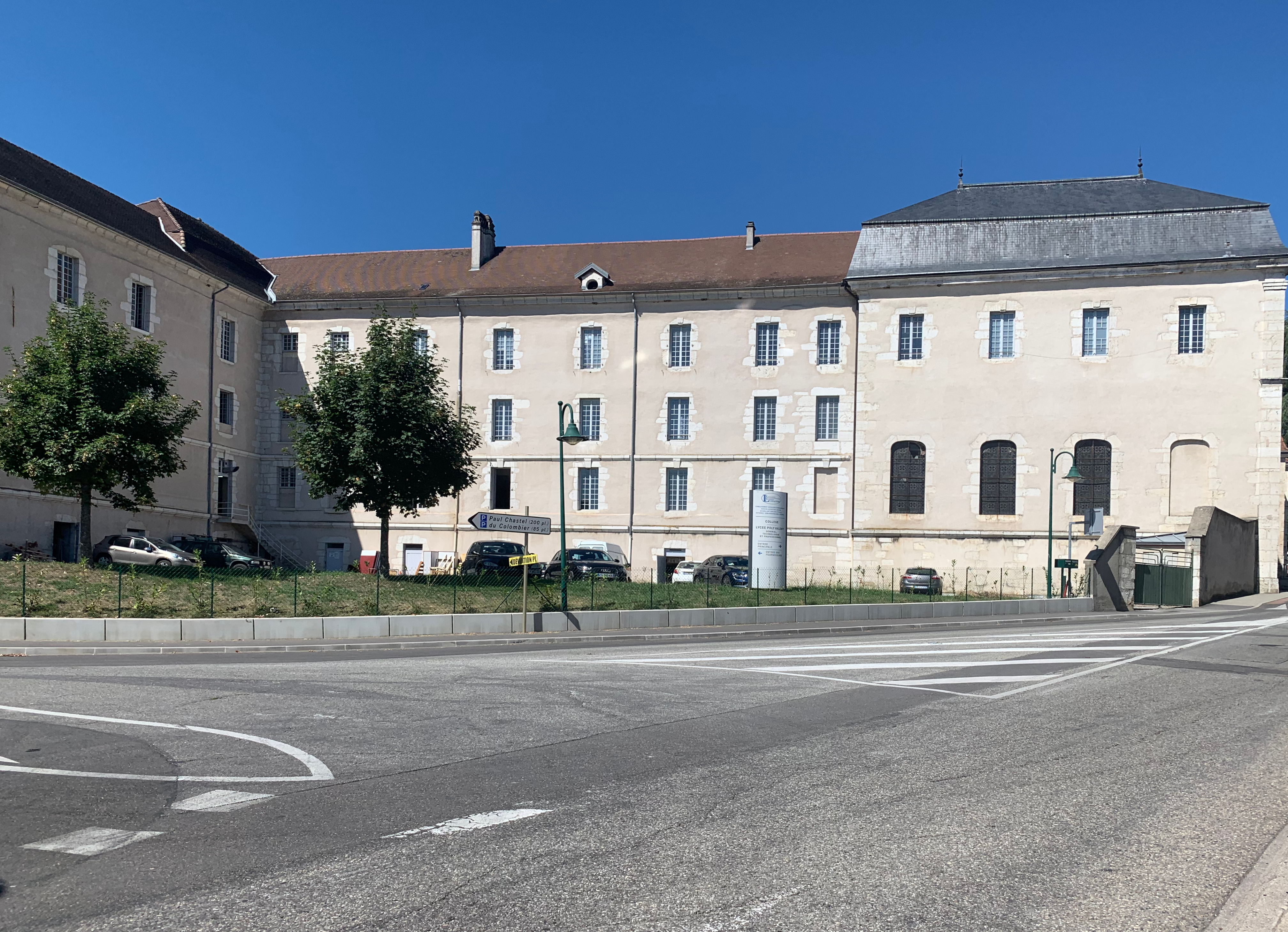
Lycée Lamartine.
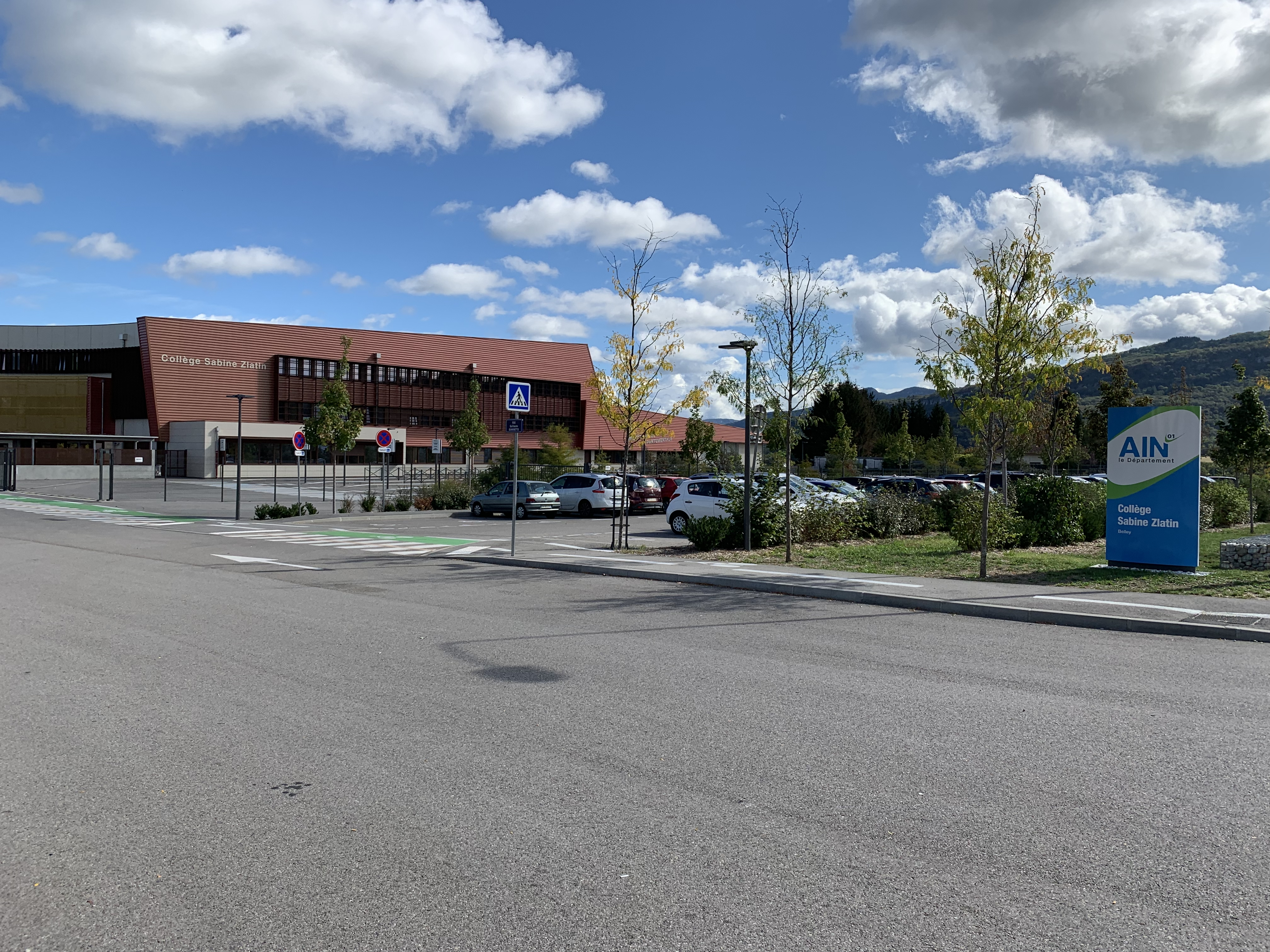
Collège Sabine-Zlatin.

### Manifestations culturelles et festivités

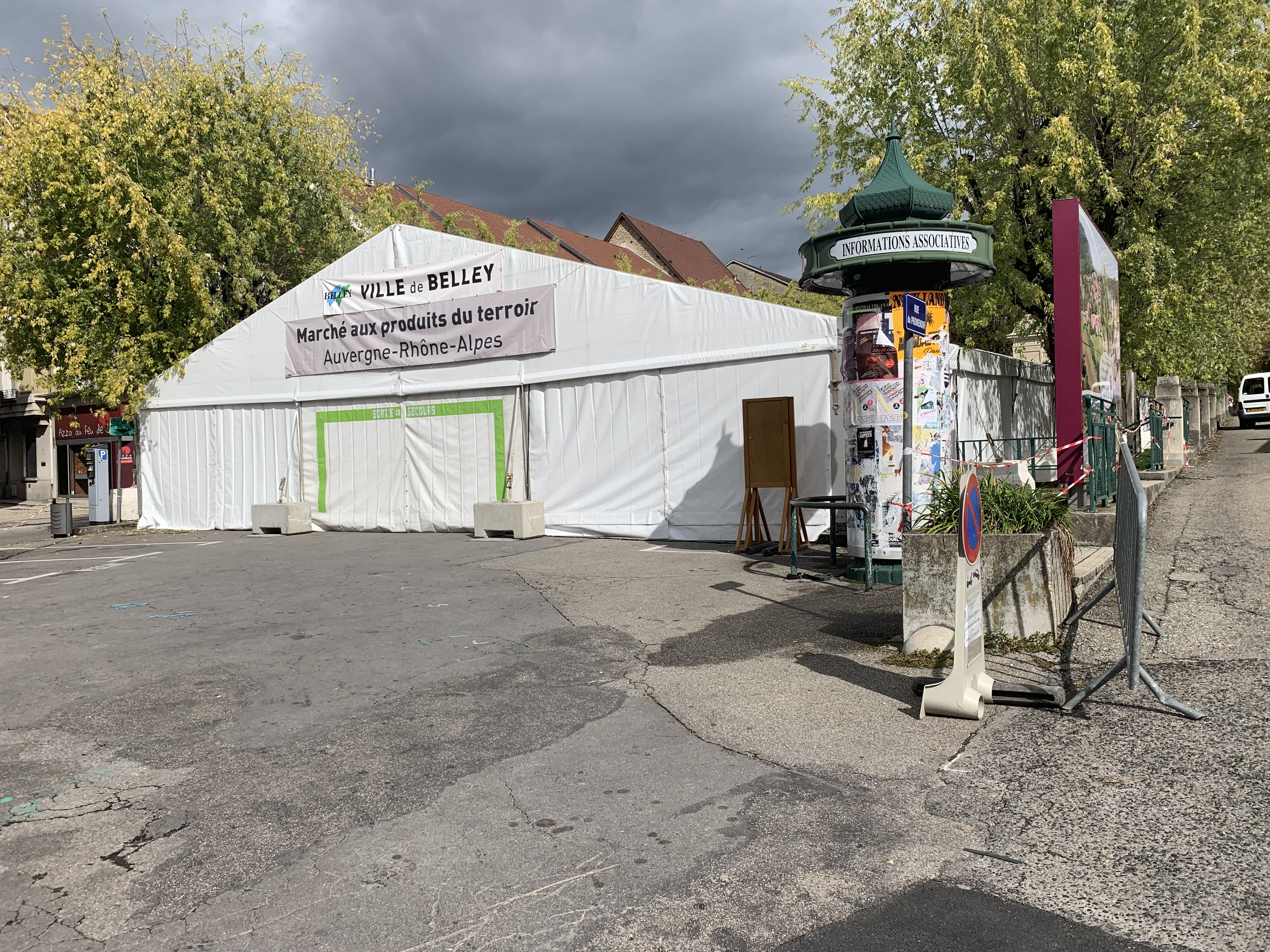
Installation, place de la Victoire à Belley, pour les Entretiens de Belley 2019.

- Entretiens de Belley : Journée organisée en hommage à Anthelme Brillat-Savarin et qui met à l'honneur les produits du terroir, le goût et la gastronomie avec chaque année un thème différent. Organisés chaque 2e vendredi d'octobre, ces entretiens connaissent un vif succès
- Fête du sport : journée consacrée au sport et aux diverses associations sportives. Organisée le premier ou le deuxième samedi de septembre.

### Santé

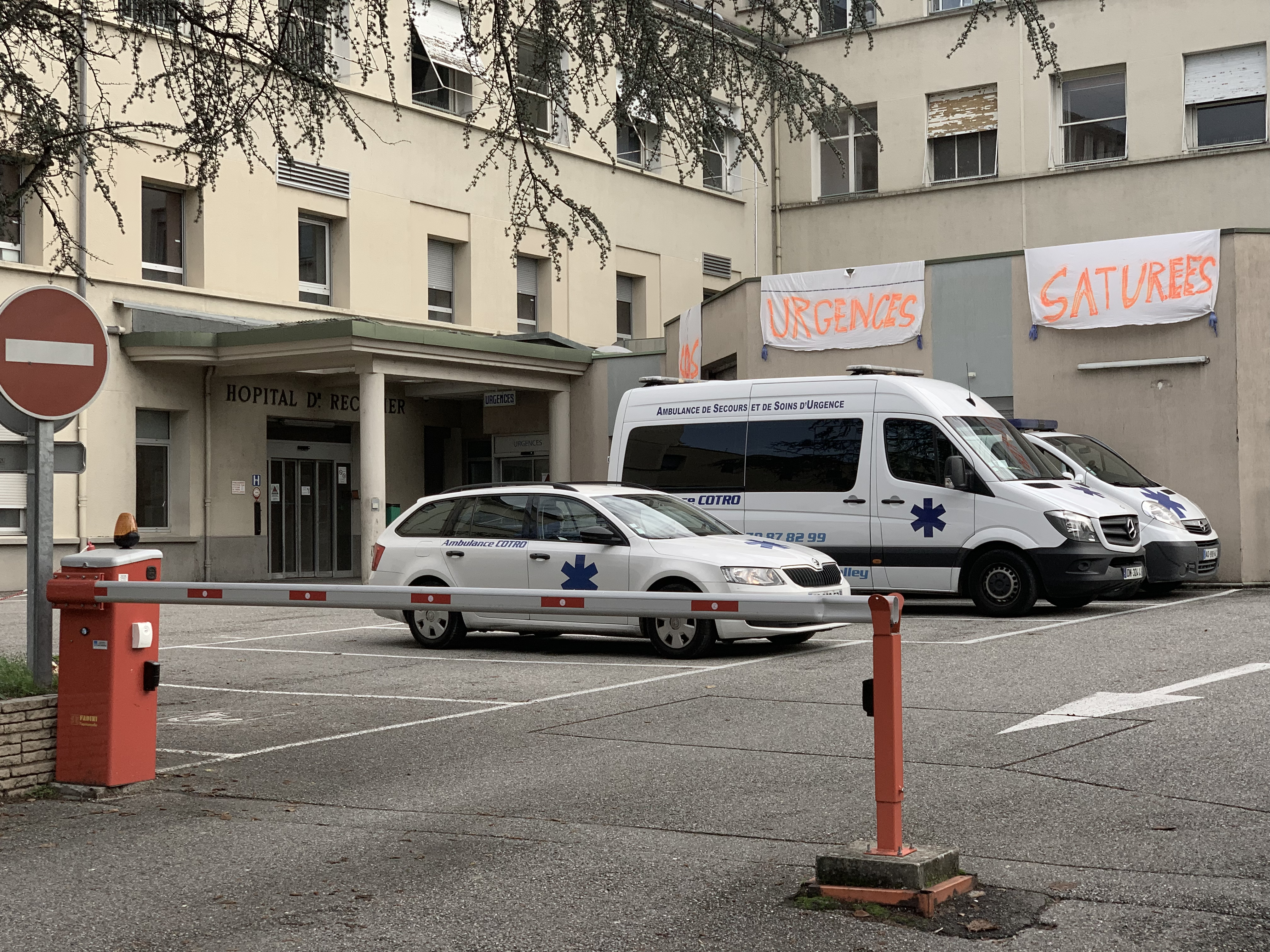
Centre hospitalier Docteur-Récamier en 2019.

Au sein du bourg principal de la commune, les habitants peuvent bénéficier de soins au centre hospitalier Docteur-Récamier. Ce centre dispose d'une unité centrale d'accueil des urgences et d'un SMUR. La capacité d'accueil de l'établissement est de 414 lits et places. L'activité médicale est composée en six grands pôles de soins que sont :
- le pôle chirurgie–anesthésie–bloc opératoire ;
- le pôle médecine ;
- le pôle urgences / SMUR / unité de surveillance continue ;
- le pôle mère-enfant ;
- le pôle SSR/ EHPAD/ hôpital de jour gériatrique ;
- le pôle médico technique.

### Sports
La commune fut l'une des villes étapes de la 3e étape du Tour de l'Ain 2007, le 14 août. Il s'agit d'une épreuve cycliste parcourant le département de l'Ain. L'année suivante, lors du Tour de l'Ain 2008, Belley eut l'honneur d'être la ville d'arrivée.

#### Rugby à XV
Le Bugey olympic club (BOC) engagé en série régionale du comité du Lyonnais et son stade Charles-Diano.

#### Football
- Le Club Sportif Belleysan (CSB) et son stade Paul-Chastel.

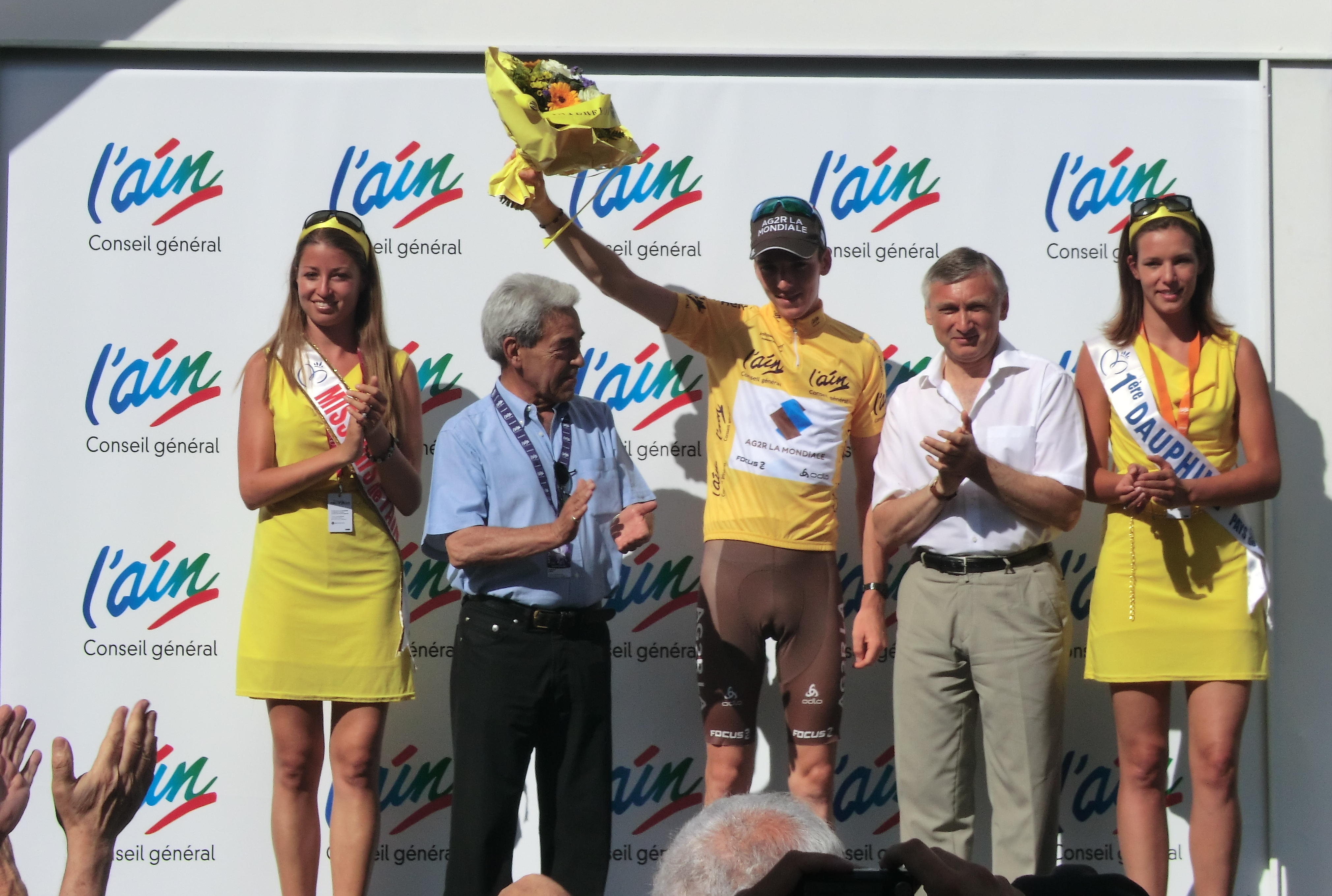
Romain Bardet à l'arrivée du Tour de l'Ain 2013 à Belley.
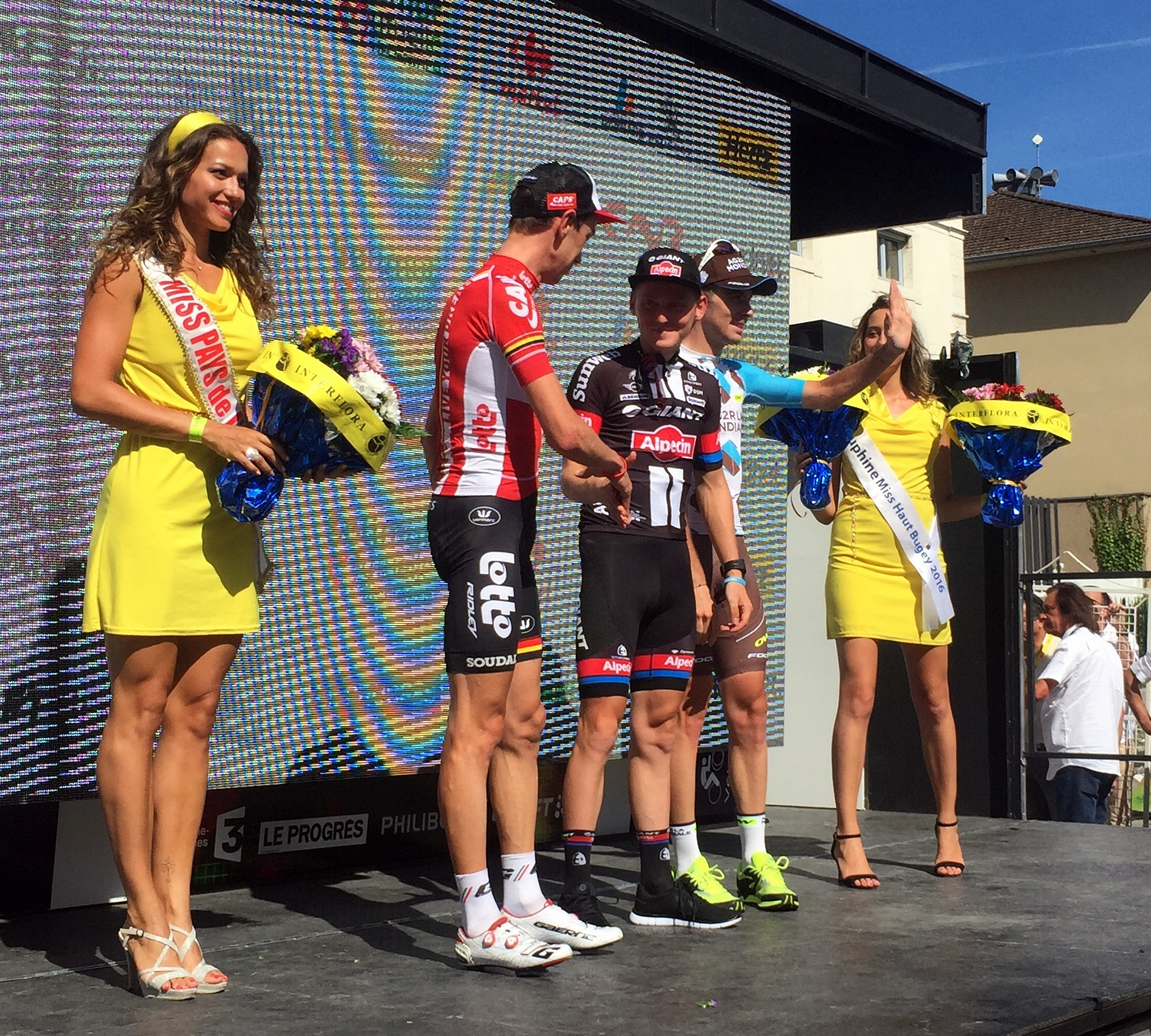
Podium du Tour de l'Ain 2016 à Belley.
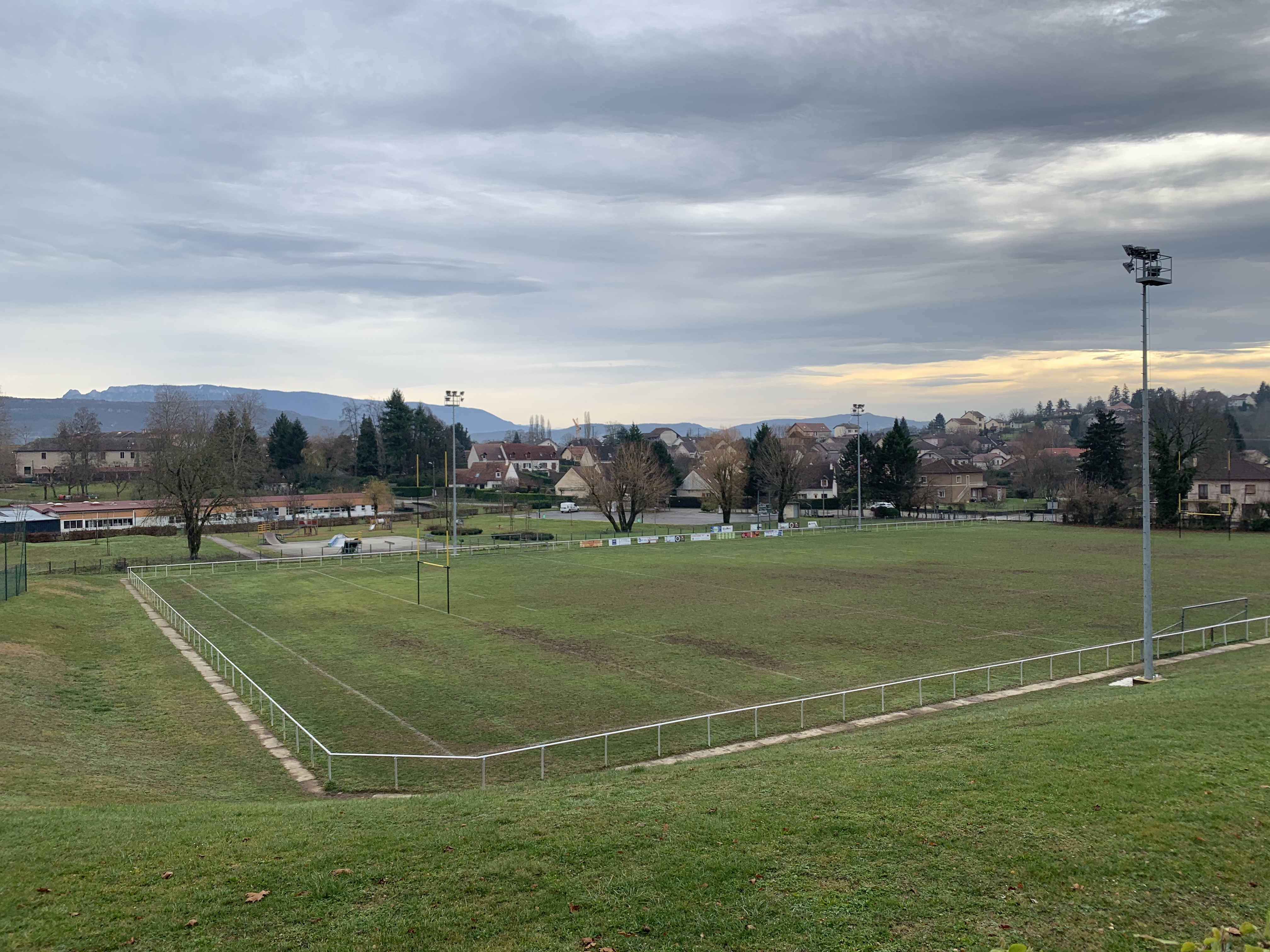
Stade Charles-Diano.
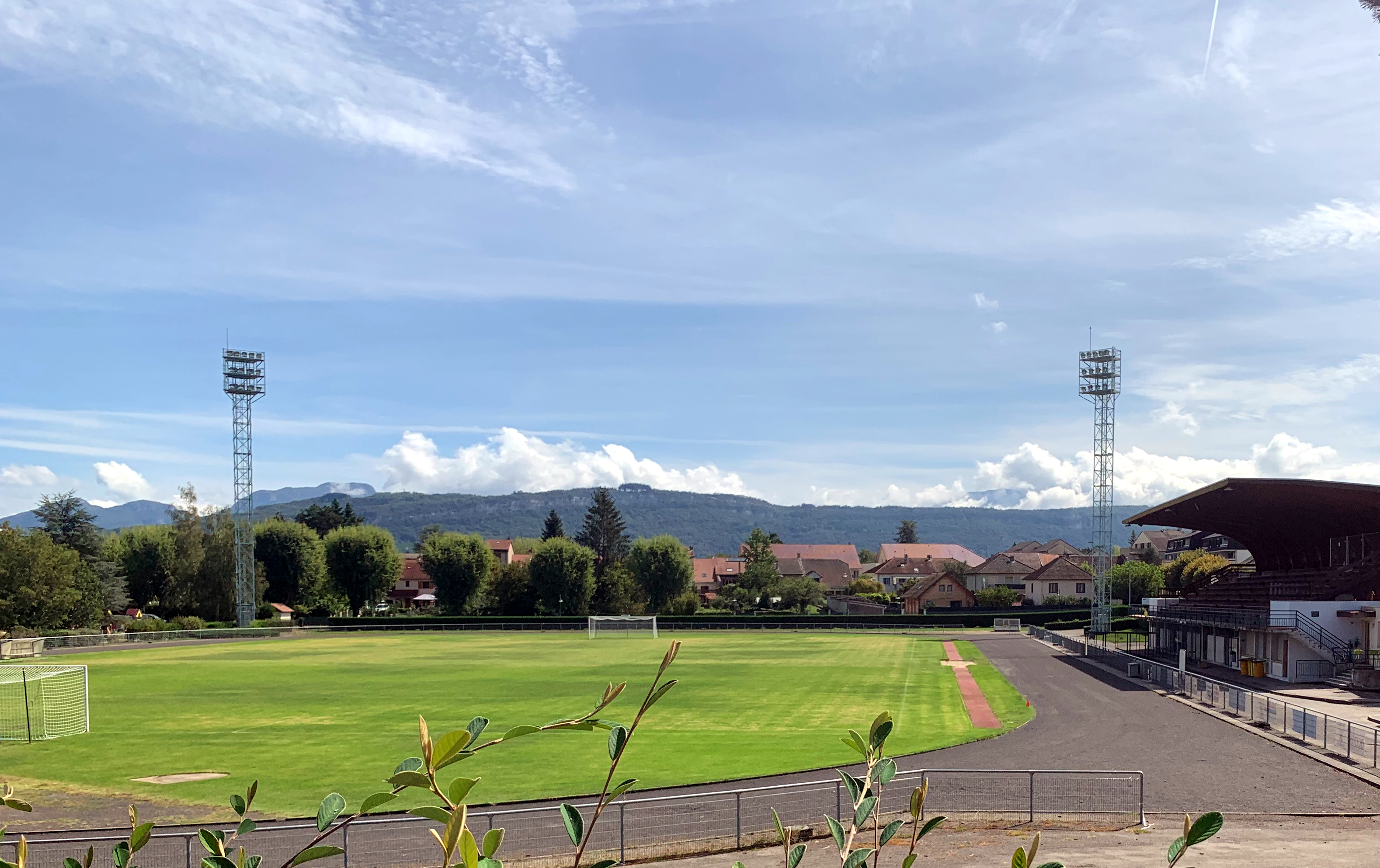
Stade Paul-Chastel.

### Médias
En matière de radiophonie, les habitants de Belley peuvent, entre autres, écouter comme radios locales Radio Isa sur la bande 96.4 FM ainsi que Hot Radio sur 98.1 FM ou RCF Pays de l'Ain sur 92.8 FM ou encore ODS RADIO sur 88.2 ou la web radio Radio BS.
Côté presse écrite, le quotidien Le Progrès consacre une a deux pages par jour à l'actualité de Belley et de son bassin. L'édition locale Bugey de l'hebdomadaire Voix de l'Ain, qui paraît le vendredi, traite de l'actualité du secteur. Deux à quatre pages sont consacrées chaque semaine à la ville de Belley.

## Économie

### Revenus de la population et fiscalité
En 2004, le revenu moyen par ménage belleysan est d'environ 15 107 €/an contre 15 027 €/an au niveau de la moyenne nationale.

### Emploi
La population active totale de Belley s'élève à 3 509 personnes. Le taux d'activité entre 20 et 59 ans est de 84 %, ce qui place la commune dans la moyenne nationale qui est de 82,2 %. On dénombre 412 chômeurs, ce qui en 1999 donna un taux de chômage de 11,7 %. Cependant en 2005, ce même taux diminue, de façon notable, pour atteindre les 7,8 %. En tout et pour tout, la population comprend 43,9 % d'actifs, 20,7 % de retraités, 22,9 % de jeunes scolarisées et 12,5 % de personnes sans activités.
Répartition des emplois par domaine d'activité
|                             | Agriculteurs | Artisans, commerçants, chefs d'entreprise | Cadres, professions intellectuelles | Professions intermédiaires | Employés | Ouvriers |
| --------------------------- | ------------ | ----------------------------------------- | ----------------------------------- | -------------------------- | -------- | -------- |
| Belley                      | 0,8 %        | 6,3 %                                     | 8,8 %                               | 18,9 %                     | 31 %     | 34,1 %   |
| Moyenne Nationale           | 2,4 %        | 6,4 %                                     | 12,1 %                              | 22,1 %                     | 29,9 %   | 27,1 %   |
| Sources des données : INSEE |              |                                           |                                     |                            |          |          |

### Entreprises de l’agglomération

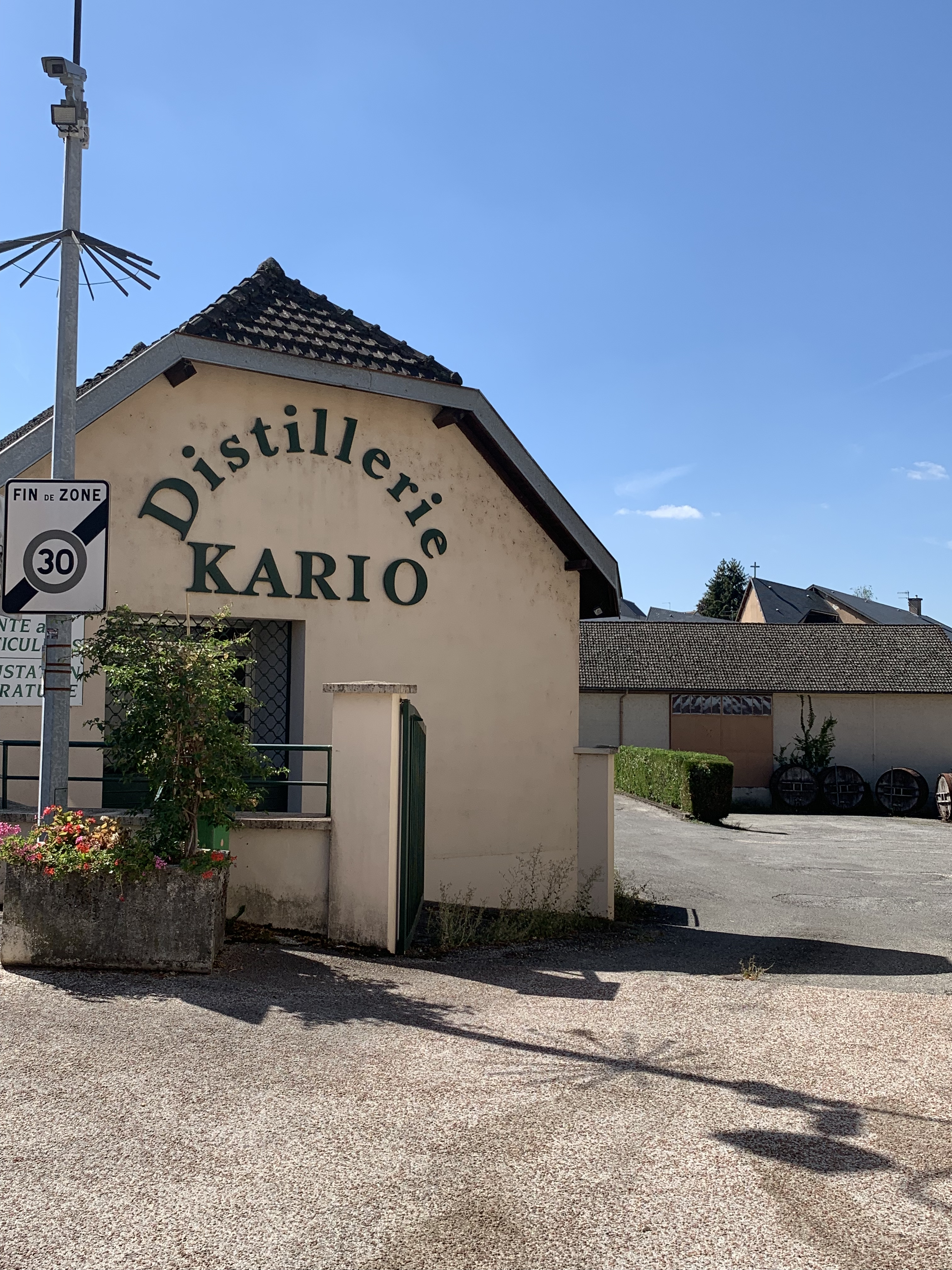
Distillerie Kario.

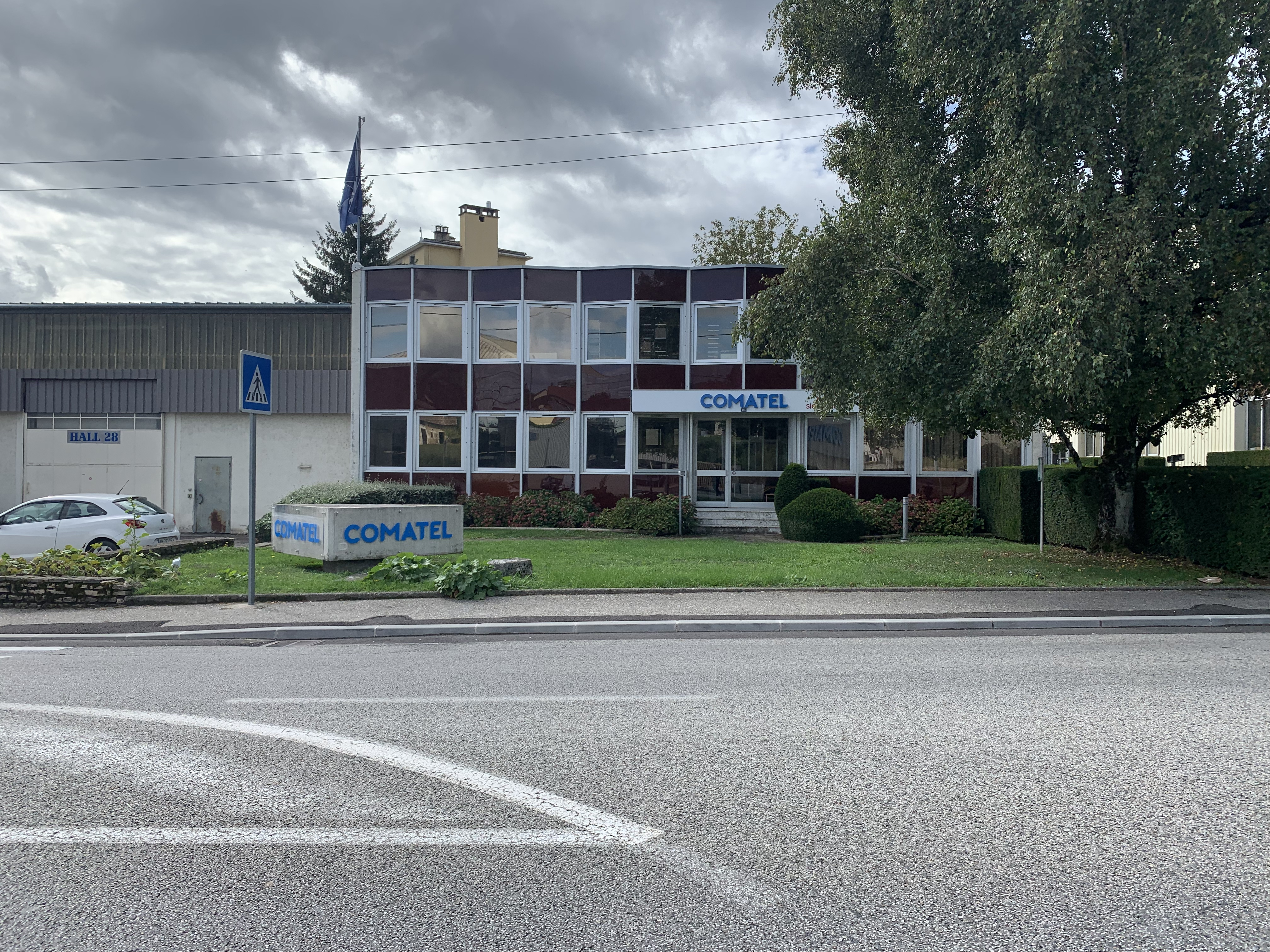
Siège de Comatel à Belley.

- En 2004, le nombre total de création d’entreprises à Belley est de 52.
- Cette ville est célèbre pour son fromage : la tome de Belley, appelée également Chevret.
- La première entreprise privée de la commune en termes d’emplois est « Volvo Construction Equipment », développement d'engins de chantier (tracto-pelle et mini-pelles) et une unité de production de mini-pelles du groupe suédois Volvo.
- La distillerie « Kario » organise des visites commentées de ses caves avec leurs vieux foudres en bois de chêne dans lesquels vieillissent liqueurs et marcs, et de la salle des alambics.
- Manufacture de maroquinerie Hermès.
- Fabrication d'enrouleurs Conductix-Wampfler.
- Fabrication d'équipements électromécaniques Comatel.
- Fromagerie Guilloteau.
- Grues Valente.

### Commerce
Le centre-ville de la commune comprend de nombreux petits commerces de proximité.

## Culture locale et patrimoine

### Lieux et monuments

#### Monuments laïques
- Le petit séminaire est classé monument historique depuis 1840[42].

Plusieurs monuments de la commune sont inscrits au titre des monuments historiques :
- l'hôtel des ducs de Savoie depuis le 21 octobre 1926[43] ;
- l'hôtel Brillat-Savarin depuis le 15 novembre 1926[44] ;
- l'hôtel de province du Bugey depuis le 13 avril 1944[45] ;
- l'hôtel de ville depuis 13 avril 1944[46] ;
- la maison May depuis le 22 octobre 1971[47] ;
- la maison du Vachat ou maison du gouverneur depuis le 8 août 1973[48] ;
- le lycée Lamartine depuis le 22 décembre 1981[49].

#### Édifices religieux
- La cathédrale Saint-Jean Baptiste, place de la Cathédrale, (depuis le 30 octobre 1906[50]), le palais épiscopal, attribué à Soufflot (depuis le 16 février 1932[51]) et la place devant la cathédrale (depuis le 18 décembre 1944[52]) font tous trois l’objet d’un classement au titre des monuments historiques.
- La chapelle des Cordeliers, rue des Cordeliers ;
- La chapelle du Bon Repos, rue du Bon-Repos ;
- La chapelle de l'ancien séminaire, rue Sainte-Marie ;
- La chapelle de l'institution Lamartine, rue de la Louvatière ;
- La chapelle des frères de la Sainte-Famille, rue de Savoie ;
- La chapelle oratoire de la Sainte-Famille, rue du Chapitre ;
- La chapelle oratoire Saint-Joseph, rue du Chapitre ;
- La chapelle de l'école Marguerite-Marie, rue de Savoie ;
- L'église protestante évangélique, avenue d'Alsace-Lorraine ;
- La salle du royaume des témoins de jehovah, chemin des Soupirs.

#### Espaces verts et fleurissement
En 2014, la commune obtient le niveau « deux fleurs » au concours des villes et villages fleuris.
La forêt de Rothonne est un espace boisé comprenant un arboretum et trois sentiers de randonnée.

### Gastronomie
La cuisine locale des Belleysans est fortement rattachée aux produits locaux. Belley, et plus généralement le Bugey, compte de nombreuses exploitations viticoles. Enfin, Belley est la cité de Jean Anthelme Brillat-Savarin, homme politique et grand gastronome français.

### Patrimoine culturel
- Bibliothèque municipale installée dans le palais épiscopal, côté jardin Jean-Pierre-Camus.
- Fonds documentaires municipaux, installé dans l'ex-chapelle des Maristes[54].
- Le cinéma l’Arlequin
- L'Intégral ! (salle de spectacles)
- Le Réservoir nommé également espace Robert-Rameaux (salle de spectacles)

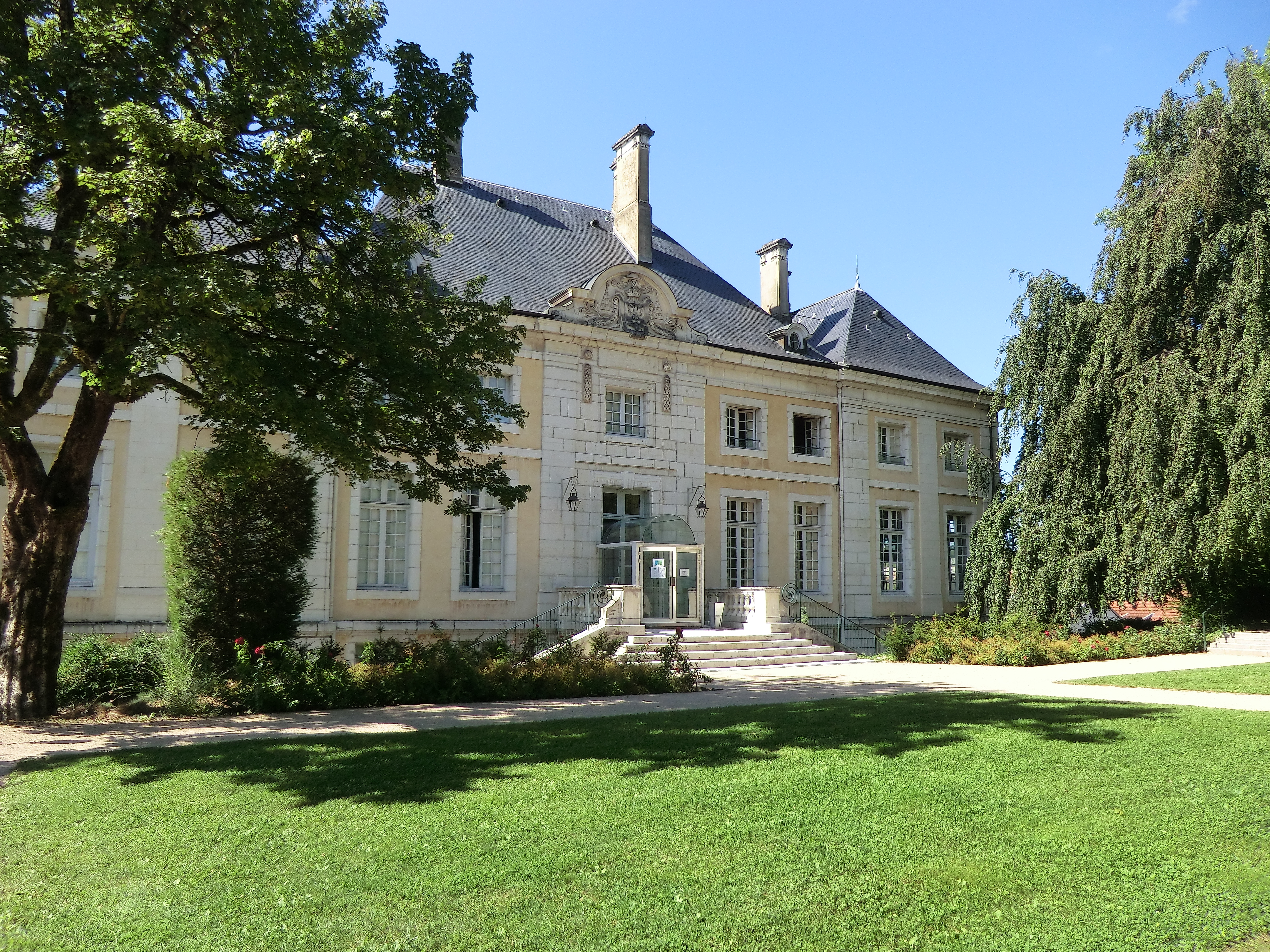
Entrée de la bibliothèque, côté jardin Jean-Pierre-Camus (palais épiscopal).
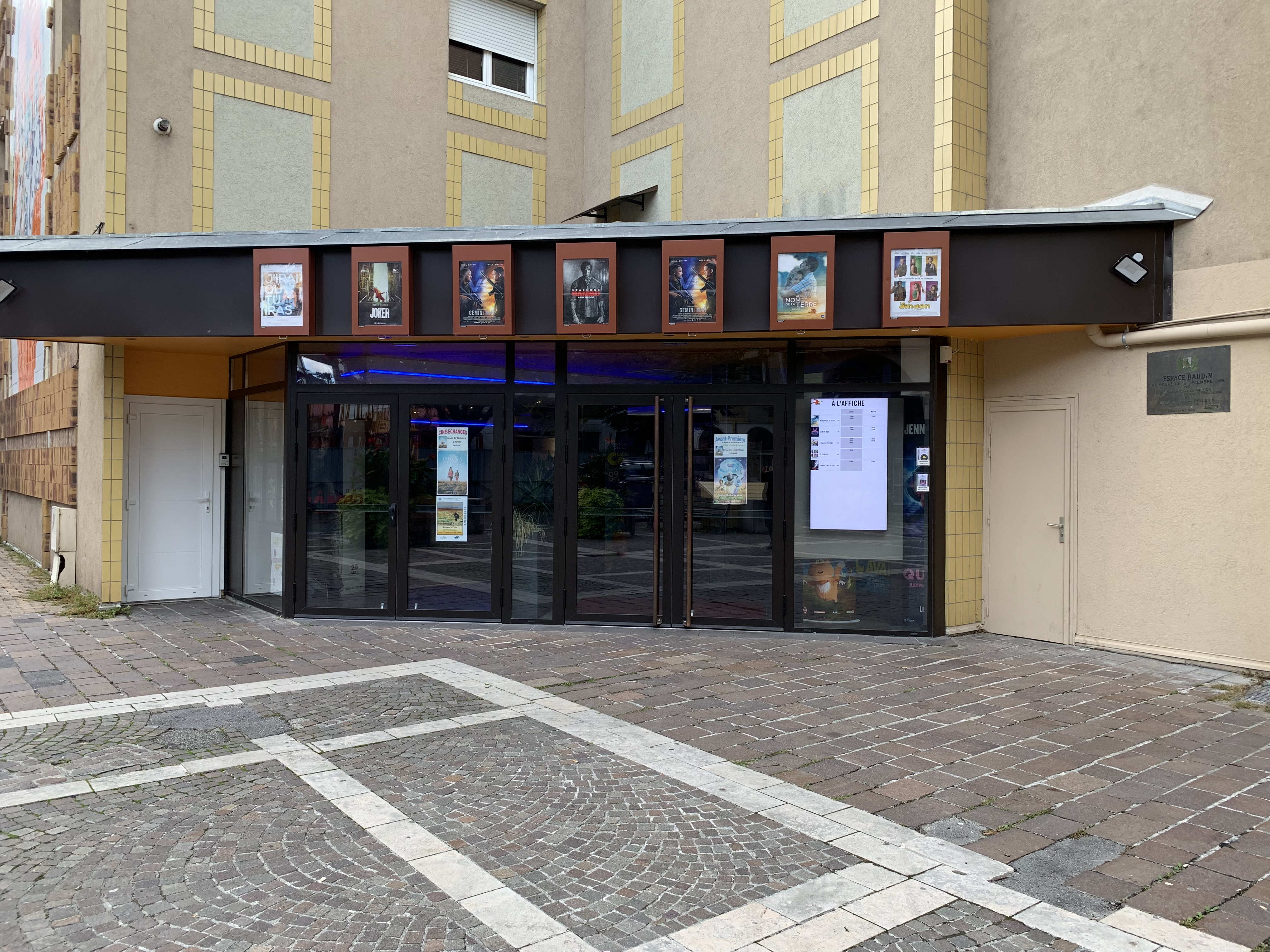
Cinéma l’Arlequin.
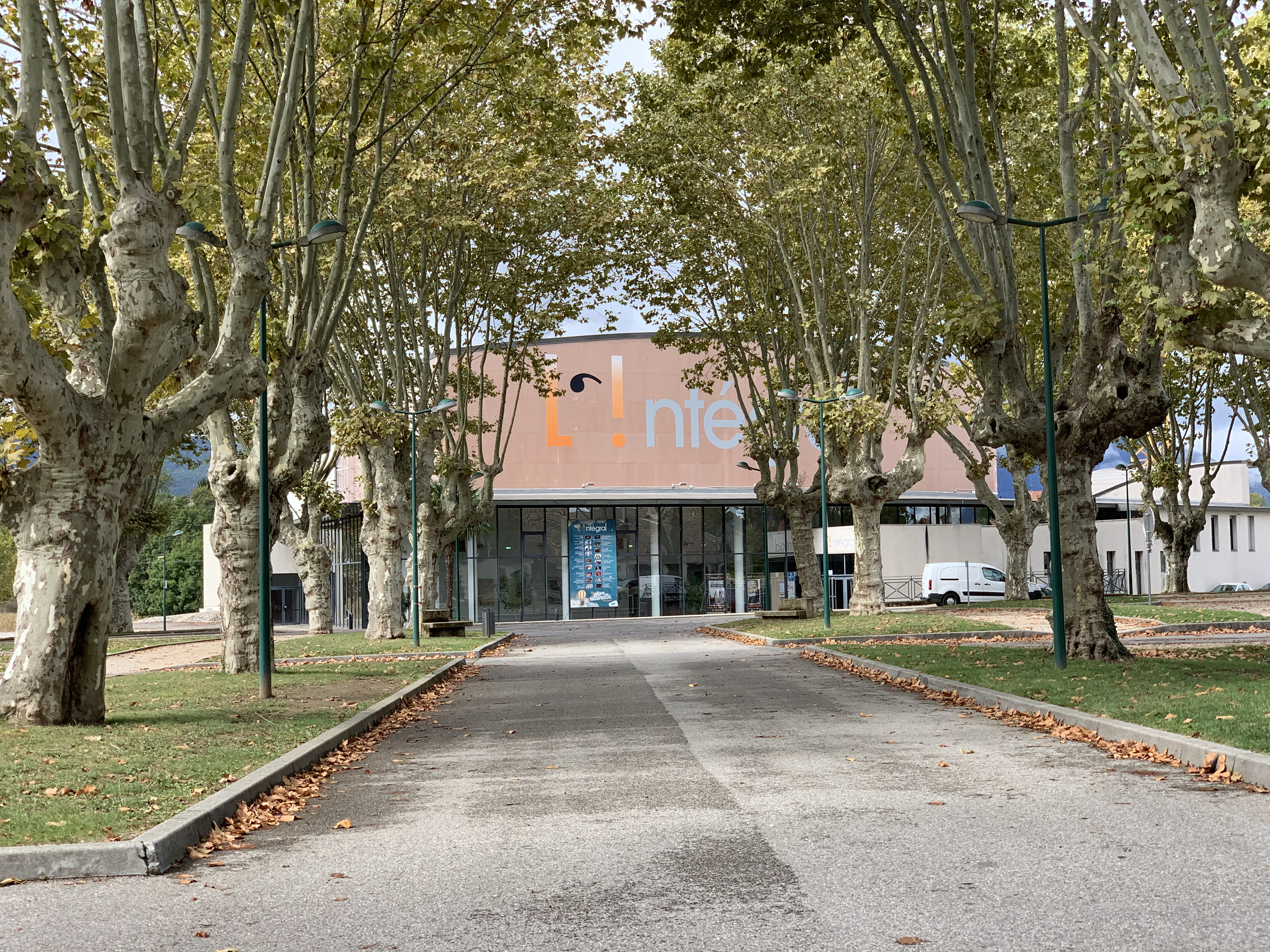
Vue au loin de L'Intégral.
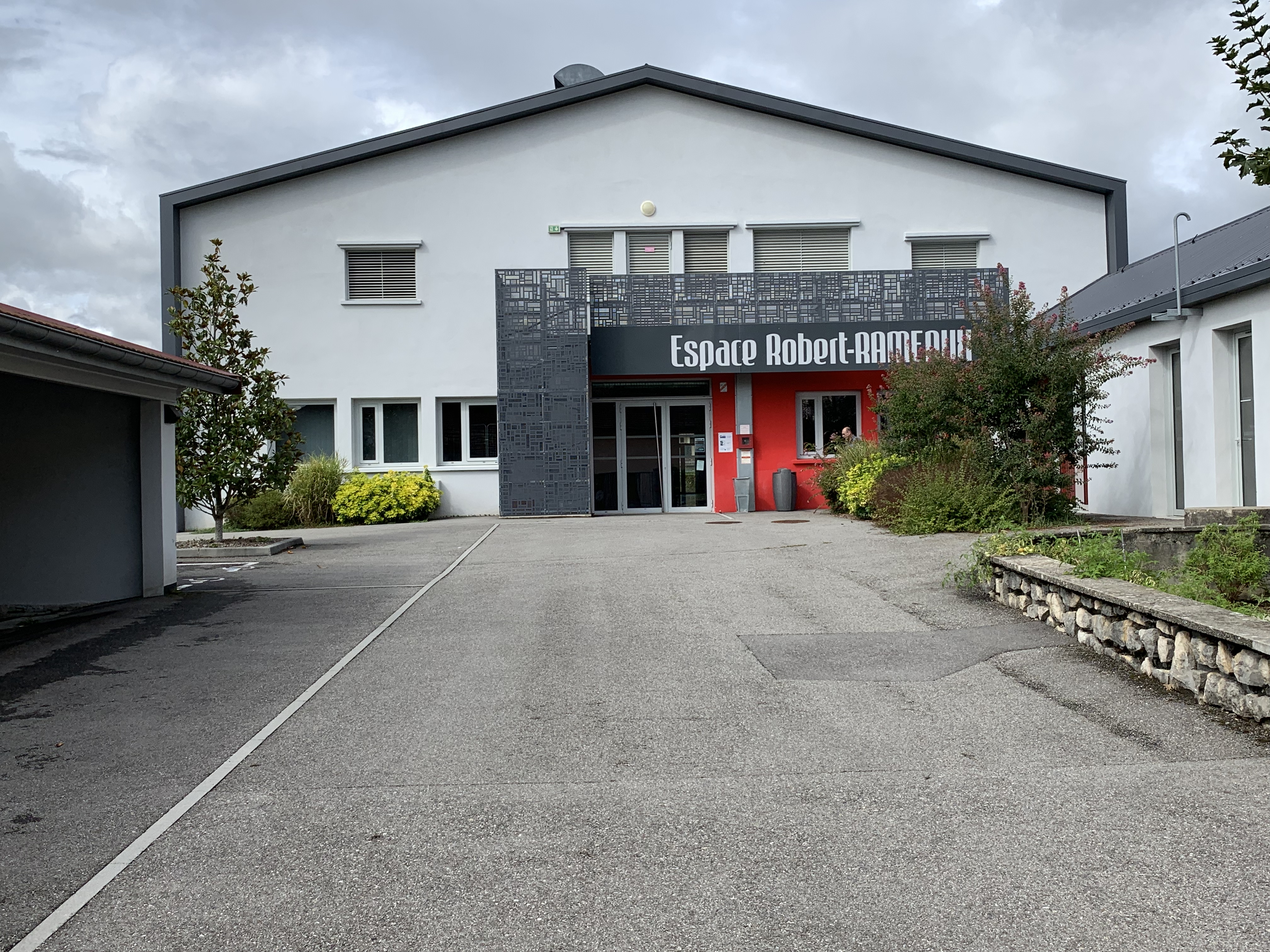
Espace Robert-Rameaux.

### Personnalités liées à la commune

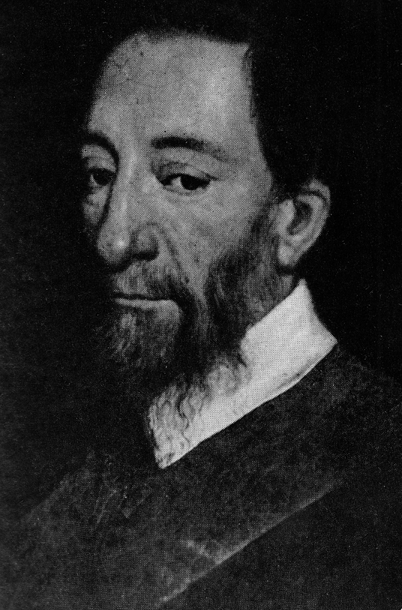
Portrait de Jean-Pierre Camus, évêque de Belley.

- Saint Anthelme de Belley (1107-1178), saint catholique patron de la ville.
- François Parra (1733-1821), général des armées de la République, né et décédé dans la commune.
- Jean Luc Anthelme Mollet (1752-1834), homme politique.
- Antide Rubat (1751-1803), homme politique, député de l'Ain de 1791 à 1792.
- Claude d'Allemagne alias Dallemagne (1754-1813) - Général de division, baron de l'Empire, il fut également vice-président du Corps Législatif, commandeur de l'ordre impérial de la Légion d’honneur, commandeur de l’ordre de la Couronne de Fer, chevalier de Saint Louis. Son arrière-petit-fils, le baron André Dallemagne, sera maire de Belley de 1925 à 1943.
- Jean Anthelme Brillat-Savarin (1755-1826), homme politique et grand gastronome français.
- Joseph Bouvier des Éclaz (1757-1830), général de brigade, baron de l'Empire, commandeur de l'ordre impérial de la Légion d'honneur, chevalier de l'ordre de la Couronne de Fer, chevalier de Saint Louis.
- Anthelme Ferrand (1758-1834), député de l'Ain à la Convention nationale et au Conseil des Cinq-Cents.
- Georges Sibuet (1767-1828), homme politique, député de Seine-et-Oise en 1815.
- Benoît Prosper Sibuet (1773-1813), général de brigade du 1er Empire, tué à Loewenberg dans le torrent de la Bober par des balles russes. Son nom apparaît sur la 30e colonne de l'Arc de triomphe de l'Étoile à Paris.
- Joseph Récamier (1774-1852), médecin français renommé.
- Anthelme Richerand (1779-1840), plus connu sous le titre de baron Richerand, chirurgien français.
- Alphonse de Lamartine (1790-1869), le poète a terminé sa scolarité de 1803 à 1808 au collège des Pères de la Foi de Belley[55] ; cet établissement est devenu par la suite le lycée Lamartine.
- Gabriel Taborin (1799-1864), religieux français, fondateur des frères de la Sainte Famille de Belley, congrégation laïque enseignante, est mort à Belley.
- Jules Charlet (1823-1852), ouvrier ébéniste, républicain, guillotiné à Belley.
- Francisque Rive (1837-1898), homme politique, représentant de l'Ain de 1871 à 1876.
- Louis Grégori (1842-1910), journaliste nationaliste, militariste et antisémite français né à Belley, connu pour avoir tiré sur Alfred Dreyfus lors des funérailles d’Émile Zola.
- Luc Roselli-Mollet (1842-1883), homme politique né à Belley, député de l'Ain de 1881 à 1883.
- Joseph Tournier (1854-1958), chanoine français, précurseur de l'archéologie, de l'étude de la préhistoire et de la géologie du département de l'Ain, fondateur de la première association française de parents d'élèves, est mort à Belley.
- Gertrude Stein (1874-1946), poétesse, écrivain, dramaturge et féministe américaine, vécut dans le hameau de Billignin pendant la Seconde Guerre mondiale.
- Alice B. Toklas (1877-1967), femme de lettres américaine, y vécut en sa compagnie à la même époque.
- Jules Bonnot (1876-1912) Anarchiste illégaliste, est appelé au service militaire le 15 novembre 1897 et rejoint le 133e d'infanterie à Belley.
- Pierre Dominjon (1910-2003), parlementaires à l'Assemblée nationale constituante française d'octobre 1945 (élu MRP de l'Ain) et député de l'Ain sous la Quatrième République, est mort à Belley.
- Jacques Guillermaz (1911-1998), militaire, diplomate et sinologue français, historien du parti communiste chinois, est mort à Belley.
- Louis Trenard (1914-1994), historien, est mort à Belley.
- Andrée Martinerie (1917-1997), écrivain
- Charles Millon (1945-), homme politique français, il fut le maire de Belley, (1977-2001), député de l'Ain (1978-1995 et 1997-2001), ministre de la Défense (1995-1997) ainsi que  représentant permanent à Rome auprès de l'Organisation des Nations unies pour l'alimentation et l'agriculture (FAO).
- Didier Ollé-Nicolle (1961-), entraîneur de football français.
- Alexis Jenni (1963-), prix Goncourt de Littérature 2011, a passé son enfance à Belley[56].
- Cédric Burdet (1974-), joueur de handball, fréquemment sélectionné en équipe de France.
- Sandrine Bailly (1979-), biathlète française.
- Pierre-Alexis Pessonneaux, champion d'Europe d'athlétisme en relais 4 × 100 mètres
- Maxime Bouet, cycliste sur route français, y est né.
- Stéphane Darbion (1984-), footballeur professionnel, y est né.
- Charlotte Durif (1990-), grimpeuse de haut niveau y est née
- Simon Desthieux (1991-), biathlète français.
- René Arpin-Pont (1954-1991), skieur alpin français.

### Héraldique
| Blason de Belley | Blason  | D'argent à la louve ravissante de sinople. |
| Blason de Belley | Détails | On sait très peu de chose sur les armes de la commune. L'écu a pour couronnement une muraille à trois tours et pour soutien des rameaux de chêne liés en sautoir à la pointe de l'écu. Depuis 1985, la ville utilise aussi un logo, notamment présent sur les publicités de ses partenaires économiques, tels que l'Office du tourisme. De 1985 à 2008, ce logo représentait deux coups de pinceaux verts et bleus qui sont un rappel évocateur de la nature environnante. En 2008, la municipalité adopte un nouveau logo, plus moderne, arborant toujours les mêmes couleurs et rappelant la particularité du territoire, entre Rhône et montagnes. Ce logo sera supprimé par la nouvelle majorité en 2021, lui préférant un logo plus neutre créé par une agence de communication. |

Logo 1985-2008.
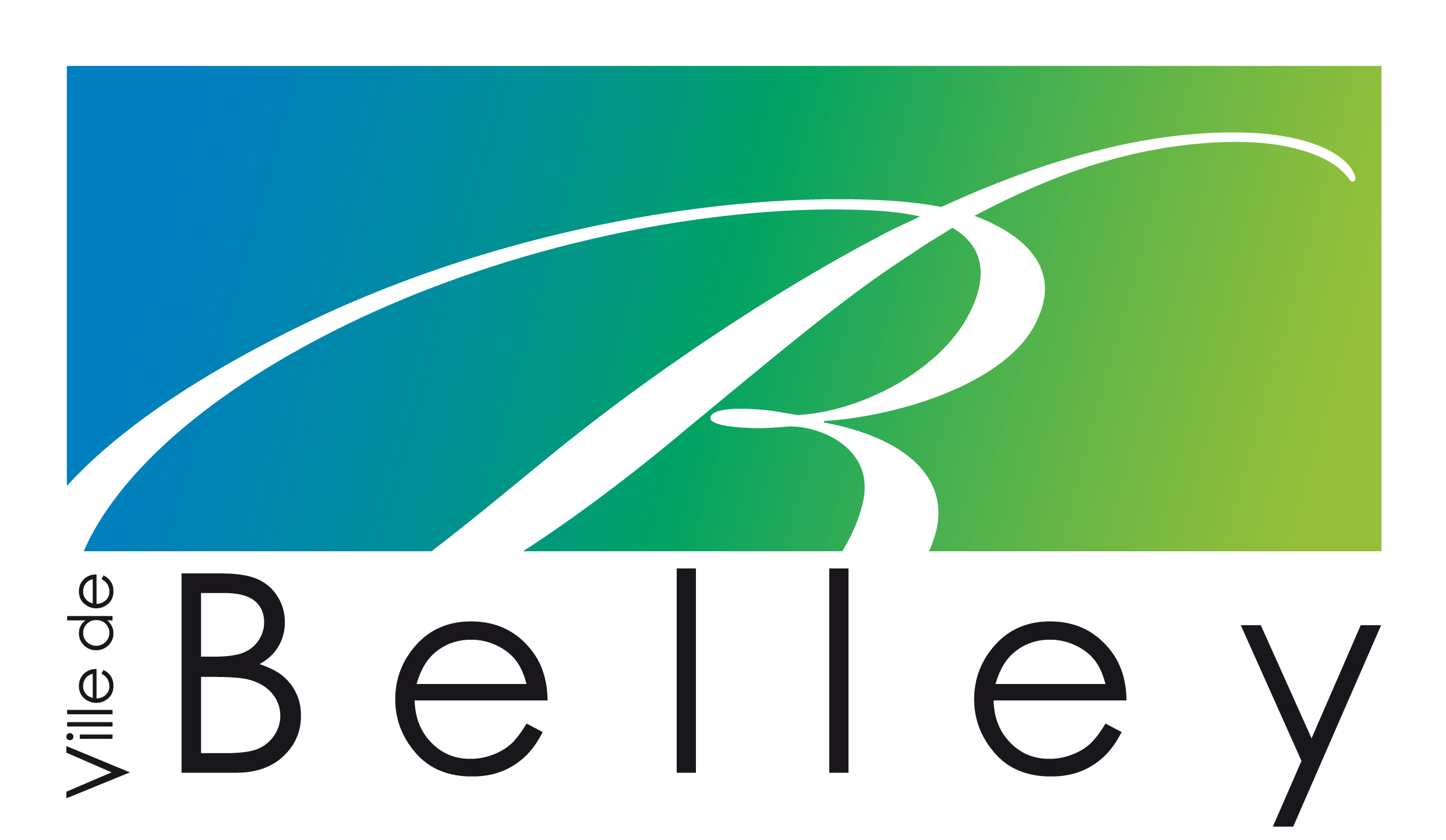
Logo 2008-2021.
Logo depuis 2021.